# Геракл
Гера́кл (др.-греч. Ἡρακλῆς, дословно — «слава Гере») — персонаж греческой мифологии, сын Зевса и Алкмены (жены Амфитриона). Он появился на свет в Фивах, с самого рождения демонстрировал необыкновенную физическую силу и храбрость, но при этом из-за враждебности Геры должен был подчиняться своему родственнику Еврисфею. В юности Геракл обеспечил родному городу победу над Эргином. В припадке безумия он убил собственных сыновей, а потому был вынужден пойти на службу к Еврисфею. По приказу последнего Геракл совершил двенадцать подвигов: победил немейского льва и лернейскую гидру, поймал керинейскую лань и эриманфского вепря, убил стимфалийских птиц, очистил авгиевы конюшни, укротил критского быка, завладел конями Диомеда, поясом Ипполиты, коровами Гериона, привёл к Еврисфею Цербера из загробного мира и принёс яблоки Гесперид. Эти подвиги, ставшие наиболее известной частью биографии Геракла, происходили по всему известному грекам миру и за его пределами. Совершая их, сын Зевса превзошёл всех остальных героев силой и отвагой и фактически приравнял себя к богам.
Помимо подвигов, Геракл совершил множество других славных дел: принял участие в походе аргонавтов, разрушил Трою, освободил Прометея, вывел из царства мёртвых Алкесту, воздвиг «Геркулесовы столпы» на западном краю света, принял участие в битве с гигантами. Из-за убийства Ифита ему пришлось провести несколько лет в рабстве у царицы Лидии Омфалы. Вернувшись в Грецию, Геракл поселился в Этолии, на родине своей второй жены Деяниры, но после очередного случайного убийства ушёл в изгнание в Трахин. Из-за коварства кентавра Несса и легковерия супруги он живым взошёл на погребальный костёр, потом был вознесён на Олимп и причислен к богам, однако его смертная тень при этом была обречена скитаться в царстве мёртвых.
Греки почитали Геракла и как бога, и как героя, причём этот культ был очень популярен; потомками Геракла считались цари Спарты, Македонии, эллинистического Египта, представители многих аристократических семейств античного мира. Со времён Ранней Республики героя чтили и в Риме под именем Геркулес. В рамках западной культуры Геракл стал величайшим мифологическим героем, олицетворением физической силы и самообладания, символом политического господства, победы цивилизации над варварством. Его грандиозные подвиги и трагическая судьба стали источником сюжетов для многих художников и скульпторов древности. Геракл действует в трагедиях Софокла «Трахинянки», Еврипида «Геракл» и «Алкеста», во множестве других античных пьес, тексты которых утрачены, в произведениях поэтов и мифографов. «Отцы церкви» использовали этот образ для критики язычества. В Средние века интерес к Гераклу уменьшился, но с началом Возрождения связанные с этим героем сюжеты снова обрели популярность. Особенно часто их использовали живописцы и композиторы Нового времени. В XIX—XX веках Геракл стал одним из наиболее популярных персонажей массовой культуры.

## В мифологии

### Происхождение и появление на свет
Мать Геракла Алкмена, согласно греческим мифам, принадлежала к роду Персеидов. Она была дочерью царя Микен Электриона и, соответственно, внучкой Персея, а по женской линии, через мать Лисидику или бабку по матери Астидамию, происходила от Пелопа. Алкмена стала женой своего двоюродного брата Амфитриона — ещё одного Персеида, царя Тиринфа в Арголиде, вынужденного уйти в изгнание и жившего в Фивах под протекцией Креонта. Однажды, когда этот герой воевал с телебоями, Зевс принял его облик и пришёл к Алкмене. При этом источники подчёркивают, что богом двигало не вожделение, как со всеми остальными смертными женщинами; целью Зевса было зачать величайшего героя, который стал бы для людей «отвратителем бедствий». К этому зачатию он шёл долго, через несколько последовательных браков: сначала с Ио, родившей Эпафа, потом с потомком Ио Данаей, родившей Персея, и, наконец, с потомком Данаи Алкменой, так что богатырская сила будущего героя копилась в течение 12 поколений. Зевс принял облик мужа Алкмены, чтобы не прибегать к насилию, а в дальнейшем уже не делал земных женщин своими любовницами. Согласно позднеантичным авторам, бог продлил ночь любви вдвое или в девять раз, а по наиболее распространённой версии — втрое: ему нужно было много времени, чтобы зачать героя, который бы превосходил всех остальных своей мощью. Амфитрион, вернувшийся домой спустя день или два, понял, что произошло. По словам Псевдо-Гигина, он больше не делил ложе с женой, чтобы не вызвать у Зевса ревность, но большинство источников говорит, что Алкмена забеременела сразу от двоих — от бога и от смертного человека.
Когда Алкмена уже должна была разрешиться от бремени, Зевс объявил другим олимпийцам, что родившийся в этот день персеид станет верховным царём. Ревнивая Гера воспользовалась этим, чтобы затеять козни против будущего сына бога. Она приказала своей дочери, богине родов Илифии, задержать роды у Алкмены и ускорить роды у Никиппы, жены ещё одного персеида Сфенела, царя Микен (Алкмене и её мужу он приходился дядей). В результате Никиппа родила раньше. Её недоношенный сын по имени Еврисфей теперь должен был получить обещанную власть, а жена Амфитриона смогла родить только благодаря хитрости своей служанки Гисториды либо Галинтиады. Эта женщина объявила сидевшим у дверей Алкмены фармакидам (чародейкам) либо Илифии и мойрам, что её госпожа уже разрешилась от бремени. Те, обманутые, ушли, и Алкмена тут же родила двух мальчиков-близнецов, одного от мужа, другого — от Зевса. Первый получил имя Ификл; второй — Алкид, в честь номинального деда по мужской линии. По словам Ферекида, Амфитрион, чтобы понять, кто из новорождённых от него, впустил к ним в постель двух огромных змей. Ификл испугался и заплакал, а Алкид схватил змей обеими руками и задушил их. Таким образом стало понятно, что Алкид — сын Зевса. По другой версии этого мифа, более поздней, змей прислала Гера, чтобы погубить детей, которым было тогда уже по восемь месяцев. Прорицатель Тиресий, увидев, что произошло, объявил, что Алкид, когда вырастет, совершит великие подвиги.
Зевсу пришлось подтвердить данное им слово: во взрослой жизни Алкиду было суждено подчиняться своему кузену Еврисфею. Однако, согласно Диодору Сицилийскому, Зевс уточнил, что, совершив для Еврисфея двенадцать подвигов, его сын обретёт бессмертие. Позже Гера, поддавшись либо уговорам Артемиды, либо обману Зевса, согласилась покормить маленького Алкида грудью. Однако ребёнок слишком сильно сжал сосок, и богиня его отбросила. Брызги молока образовали Млечный путь на небе.

### Ранние годы
О детстве и ранней юности Геракла сообщают главным образом источники, относящиеся к поздней античности. По одним данным, Амфитрион рано погиб, и близнецов воспитывал второй муж их матери Радаманф. По другим, Алкид жил на горе Пелион под присмотром мудрого кентавра Хирона. Согласно Псевдо-Аполлодору, Амфитрион успел дать Алкиду и Ификлу воспитание: он научил мальчиков управлять колесницей, приглашённый им Кастор — сражаться в полном вооружении, Автолик (по Феокриту, Гарпалик) — бороться, Еврит (по Каллимаху, скиф Тевтар) — стрелять из лука, Лин — играть на лире. Лин однажды побил Алкида, и тот ударом лиры убил его на месте. Суд оправдал мальчика, поскольку он «ответил ударом на несправедливый удар», но Амфитрион, напуганный силой и вспыльчивостью Алкида, отослал его на лесистую гору Киферон. Там, в компании пастухов, герой провёл свою раннюю юность. Уже тогда он выделялся среди прочих ростом, силой и храбростью.
К этому периоду в жизни героя относится эпизод, известный как «Выбор Геракла». Пред юношей предстали порок и добродетель, принявшие облик двух молодых и красивых женщин, и предложили ему выбрать своё будущее — либо лёгкую дорогу наслаждений, либо тернистый путь трудов и подвигов. Он выбрал второе.
Когда Алкиду исполнилось восемнадцать лет, он отправился в город Феспии, чтобы сразиться со львом, который нападал на стада. Местный царь по имени Феспий с большим радушием принимал героя пятьдесят дней. Каждую ночь он посылал к гостю одну из пятидесяти своих дочерей, и каждая из них впоследствии родила по сыну. Согласно альтернативной версии, Алкид разделил ложе со всеми Феспиадами в одну ночь. После этого он убил киферонского льва. Шкура животного стала постоянной частью одежды Алкида, а львиная голова — шлемом.
Возвращаясь с охоты, герой встретил послов Эргина, царя миниев, которые шли в Фивы за данью. Алкид жестоко с ними расправился: отрубил руки, уши и носы, повесил всё это послам на шею и объявил, что это единственная дань, которую получит Эргин. Последний тут же двинулся на Фивы войной. Алкид во главе войска разбил врага и убил Эргина (в схватке, по Псевдо-Аполлодору, погиб и Амфитрион). Эта победа прославила героя по всей Элладе; царь Фив Креонт, чтобы отблагодарить Алкида, отдал ему в жены свою дочь Мегару. У героя появились дети — в разных источниках от трёх до восьми. Он жил счастливо, но Гера, по-прежнему враждебная, наслала на него однажды припадок безумия. Не понимая, что делает, Алкид бросил в огонь всех своих детей и двух сыновей Ификла. Он хотел убить ещё жену, третьего племянника, Иолая, и брата, но присутствующим удалось его удержать.
Придя в себя, Алкид крайне тяжело переживал случившееся: он долго не выходил из дома, а родные и друзья пытались его утешить. Наконец, Алкид решил отправиться в Дельфы, чтобы попросить совета у Аполлона. Там пифия объявила ему, что он должен поехать в Тиринф и поступить на службу к Еврисфею, причём впервые назвала его Гераклом («прославленным Герой»). Герой очень не хотел служить человеку, который явно уступал ему в доблести, но в конце концов был вынужден подчиниться. Существует и версия об обратной последовательности событий: Геракл узнал, что должен подчиниться Еврисфею, из-за этого «впал в состояние страшной подавленности» и в насланном богиней припадке безумия убил сыновей и племянников. В любом случае ему пришлось отправиться к родичу и впредь выполнять его приказы.

### Двенадцать подвигов
На службе у Еврисфея Геракл совершил двенадцать подвигов (др.-греч. ἔργα, «деяний», или πόνοι — «трудов», «тягот»), ставших центральной частью его мифологической биографии. По одной из версий мифа, изначально пифия имела в виду десять подвигов, но два из них Еврисфей не засчитал, так что Гераклу пришлось выполнить ещё два. Впервые все двенадцать перечислил, по-видимому, Писандр Родосский в поэме «Гераклея» (VII век до н. э.), и те античные авторы, чьи произведения сохранились, варьировали порядок подвигов. Первые десять, согласно Псевдо-Аполлодору, герой совершил за восемь лет и один месяц (в древнегреческом календаре это сто месяцев), все двенадцать — за двенадцать лет.

#### Немейский лев
Первым подвигом Геракла, по единодушному мнению всех мифографов, стала победа над огромным львом, который опустошил всю округу Немеи и Клеон в Арголиде (соответственно источники называют его Немейским или, реже, Клеонским); Еврисфей приказал герою убить зверя и содрать с него шкуру. Судя по изобразительным источникам, единая традиция, рассказывающая об этом подвиге, сложилась далеко не сразу. На росписи пелопоннесских ваз VII века до н. э. Геракл убивает льва дубиной, на халкидских и ионийских вазах чуть более позднего времени — мечом, на изображениях VI века до н. э. душит голыми руками. С определённого момента считалось, что шкура этого зверя была неуязвима для железа, бронзы или камня. Соответственно Геракл попытался застрелить его из лука, но стрелы не нанесли льву никакого вреда. Тогда Геракл оглушил льва дубиной и задушил на месте, либо тот бежал в пещеру, а герой последовал за ним, предварительно завалив второй выход камнями, и задушил зверя прямо в логове.
Тушу льва Геракл принёс на плечах к Микенам. Еврисфей так испугался убитого зверя, что запретил герою на будущее входить в город и приказал показывать добычу перед воротами. Впредь царь общался с Гераклом только через глашатая Копрея. Когда родственник был поблизости, Еврисфей прятался от него в бронзовом пифосе, вкопанном в землю.
Геракл, используя львиные когти или зубы вместо ножа, ободрал тушу. По одной из версий мифологической традиции, постоянной одеждой и неотъемлемым атрибутом этого героя стала шкура именно немейского льва, а не киферонского.

#### Лернейская гидра
Теперь Еврисфей приказал Гераклу убить гидру — чудовище с собачьим телом и змеиными головами, одно из порождений Ехидны и Тифона, которое держало в страхе местность Лерна к югу от Аргоса. Гидра выползала на равнину из болота и похищала скот; её дыхание было настолько ядовитым, что убивало всё живое. Согласно изобразительным источникам, у этого чудовища было от двух до двенадцати голов, а литературные источники говорят о девяти, пятидесяти или даже ста головах, причём одна из них, по словам Псевдо-Аполлодора, была бессмертной. Павсаний был уверен, что всё это выдумки, но соглашался с тем, что лернейское чудовище превосходило всех остальных гидр размерами и было ядовитым.
Геракл приехал к лернейским болотам на колеснице, которой управлял его племянник Иолай. Горящими стрелами он заставил гидру покинуть логово и вступил с ней в бой, задержав дыхание. Дубиной герой разбивал головы чудовищу (согласно более редкой версии, отрубал мечом), но вместо каждой вырастали новые — две или три; к тому же на Геракла напал огромный рак, присланный Герой, и укусил его за ногу. Геракл убил рака. Тем не менее, понимая, что не сможет справиться с гидрой в одиночку, он позвал Иолая. Тот поджёг близлежащую рощу и начал прижигать головнями раны гидры, благодаря чему новые головы перестали отрастать. Последнюю голову, бессмертную, Геракл отрубил мечом, закопал и придавил огромным камнем. В желчи убитой гидры он смочил свои стрелы; отныне любая рана, нанесённая такой стрелой, становилась смертельной.
Усилия героя оказались напрасными: Еврисфей не засчитал этот подвиг, потому что Геракл совершил его не в одиночку.

#### Керинейская лань
Третьим подвигом Геракла Псевдо-Аполлодор называет поимку керинейской лани (по словам остальных мифографов, этот подвиг стал четвёртым). Лань, посвященная Артемиде, отличалась удивительной быстротой; у неё были золотые рога и медные копыта. На этот раз задача Геракла оказалась особенно сложной, поскольку Еврисфей хотел получить зверя живым. Целый год герой преследовал лань, дойдя в своих странствиях до страны гипербореев на далёком севере; наконец, он настиг её на границе Арголиды и Аркадии. О поимке животного античные авторы рассказывают по-разному: Геракл либо поймал её сетью, либо застал спящей под деревом, либо истощил непрерывной погоней, либо ранил стрелой в передние ноги, так что она не смогла бежать дальше, но не потеряла ни капли крови.
Неся лань в Микены, Геракл встретил Артемиду и Аполлона. Боги упрекнули его за такое отношение к священному животному, но герой сослался на приказ Еврисфея и таким образом смягчил их гнев. Существуют изображения, на которых Геракл и Аполлон сражаются рядом со связанной ланью; это может указывать на ещё одну, незафиксированную в литературе, версию мифа, в которой Гераклу пришлось защищать свою добычу.

#### Эриманфский вепрь
Получив керинейскую лань, Еврисфей приказал Гераклу принести живым огромного вепря, который жил на склонах горы Эриманф на границе Аркадии и Элиды и опустошал окрестности города Псофида. Так пишет Псевдо-Аполлодор; согласно другим авторам, поимка вепря стала третьим подвигом и предшествовала погоне за ланью.
На пути к Эриманфу Геракл навестил своего друга — кентавра Фола. По одной из версий мифа, Фол распечатал ради гостя пифос с вином, оставленный Дионисом специально для такого случая; по другой, Геракл открыл бочку с вином, которой кентавры владели сообща. В любом случае запах напитка привлёк других кентавров, которые напали на дом Фола с огромными камнями, дубинами, факелами и секирами. Хозяин в страхе спрятался, а Геракл принял бой. Мать кентавров, богиня облаков Нефела, пришла на помощь своим детям: она пролила на землю ливень, из-за которого Гераклу было тяжело стоять на мокром полу, а тетива его лука намокла. Герой всё равно победил и убил многих кентавров, а остальных обратил в бегство. Случайным выстрелом он ранил своего друга Хирона, который был бессмертен, но страдал от боли, а потому в конце концов предпочёл спуститься в Аид. Фол стал ещё одной жертвой: разглядывая одну из стрел, смоченных в желчи лернейской гидры, он случайно уронил её и поранился. Геракл похоронил друга, а потом продолжил путь.
На склонах Эриманфа герой отыскал вепря, криком выгнал из чащи и долго преследовал, пока не загнал в глубокий снег. Там Геракл вскочил зверю на спину и связал его; на плечах он унёс вепря к Еврисфею. Таким образом герой блестяще справился с тяжёлой задачей: победил опасное животное, не убив его при этом.

#### Авгиевы конюшни
Пятым подвигом Геракла, согласно Псевдо-Аполлодору, стала очистка конюшен царя Элиды Авгия (у Псевдо-Гигина и Диодора это шестой подвиг, у Авсония и Сервия — седьмой). Авгий владел огромными стадами скота, подаренными ему отцом — Гелиосом. В его конюшнях накопилось огромное количество навоза, и Еврисфей поручил Гераклу всё это убрать, чтобы унизить его грязной работой. Однако Геракл нашёл выход. Не рассказывая Авгию о приказе Еврисфея, он договорился с ним, что наведёт порядок за плату, и запросил десятую часть всего скота (по одной из версий, упомянутых у Павсания, — часть царства). Тот, не веря, что такое возможно, согласился. Тогда Геракл разобрал одну из стен конюшен, отвёл воду из близлежащих рек, Алфея и Пенея, и та вымыла навоз. По версии Павсания, Геракл повернул вспять течение реки Мений.
Когда работа была сделана, Авгий отказался платить, мотивируя это либо тем, что конюшни очищены с помощью уловки, либо тем, что Геракл выполнял приказ своего царя и соответственно не должен получать награды. Еврисфей в свою очередь отказался засчитывать этот подвиг из-за договорённости об оплате.
Возвращаясь домой из Элиды, Геракл ещё раз столкнулся с кентаврами. Он находился в ахейском городе Олен, когда кентавр Эвритион попытался изнасиловать дочь местного царя Дексамена (Мнесимаху, Ипполиту или Деяниру; по альтернативной версии, это было принуждение к браку). Дексамен попросил Геракла о помощи, и тот убил Эвритиона.

#### Стимфалийские птицы
Шестой подвиг Геракла в изложении Псевдо-Аполлодора и пятый согласно другим авторам — победа над стимфалийскими птицами. Эти птицы с металлическими перьями, клювами и когтями (разные источники говорят о железе, меди или бронзе) были посвящёны Аресу. Они жили на Стимфалийском болоте в Аркадии, портили посевы в окрестностях своим ядовитым помётом, убивали людей и питались их мясом. Сначала Геракл оказался в затруднении: птиц было очень много, а войти в трясину он не мог. Тогда Афина подарила ему трещотки, изготовленные Гефестом (по версии Диодора, Геракл изготовил эти трещотки сам). Из-за поднятого шума все птицы поднялись в воздух, и Геракл смог их перестрелять из лука. По другой версии, многие смогли улететь на остров в Понте Эвксинском, где позже с ними столкнулись аргонавты.

#### Критский бык
Поля Крита в те времена опустошал громадный и свирепый бык. По одной версии, это было то самое животное, которое похитило Европу для Зевса, по другой — то, которое Посейдон послал Миносу для жертвоприношения, и которое стало отцом Минотавра. Еврисфей приказал Гераклу привести быка живым в Микены. Это стало седьмым подвигом в изложении Псевдо-Аполлодора, Псевдо-Гигина и Диодора Сицилийского и восьмым согласно Авсонию. Герой прибыл на Крит, получил от Миноса разрешение, нашёл быка и укротил его. Потом Геракл переправился через море, сидя на быке верхом, и привёл животное к Микенам. Еврисфей отпустил быка. Тот впоследствии (по одной из версий) вытаптывал поля в Аттике в районе Марафона, пока его не укротил Тесей.

#### Кони Диомеда
Получив быка, Еврисфей приказал Гераклу привести ему коней Диомеда — царя фракийского племени бистонов. Эти кони, Подарг, Лампон, Ксанф и Дин, привязанные к стойлу медными цепями, питались мясом чужеземцев, которым не посчастливилось попасть во владения Диомеда. Геракл с несколькими спутниками отплыл во Фракию. Дальнейшие события описываются по-разному. Согласно Еврипиду, Геракл нашёл коней в поле, обуздал их и привёл в Микены. Псевдо-Аполлодор пишет, что Геракл перебил охранников конюшен и повёл коней к кораблю, но Диомед с войском пустился в погоню, произошло сражение, в котором бистоны были разбиты, а их царь погиб. По словам Диодора Сицилийского, Диомед попал в сражении в плен, и Геракл скормил его лошадям. Наконец, Страбон сообщает, что Геракл, убедившись в численном превосходстве бистонов, нашёл другой способ борьбы. Народ Диомеда жил на равнине вокруг города Тирида, находящейся ниже уровня моря; Геракл прокопал канал, и морская вода затопила земли бистонов, так что на месте равнины образовалось Бистонское озеро. После этого фракийцы были разбиты.
Во время этого похода погиб возлюбленный Геракла Абдер, растерзанный лошадьми-людоедами. На месте его смерти либо на могиле Геракл основал город Абдеры.
Согласно Еврипиду, на пути во Фракию Геракл совершил ещё одно достопамятное деяние. В фессалийском городе Феры он узнал, что жена местного царя Адмета Алкестида только что умерла, отдав свою жизнь, чтобы спасти супруга. На могиле умершей герой дождался бога смерти Танатоса и победил его в схватке (по другой версии, он спустился в царство мёртвых). После этого Геракл вернул живую Алкестиду в дом её мужа.

#### Пояс Ипполиты
Чтобы совершить следующий подвиг, девятый согласно Псевдо-Аполлодору, Псевдо-Гигину и Диодору либо шестой согласно Авсонию, Гераклу пришлось отправиться на Понт Эвксинский. Еврисфей приказал ему привезти в Микены для царевны Адметы золотой пояс Ареса, принадлежавший царице амазонок Ипполите. В этом походе Геракла сопровождали Иолай, братья-Эакиды Пелей и Теламон, а по одной из версий ещё и Тесей. Герои приплыли в столицу амазонок Фемискиру; Ипполита, влюбившись в Геракла, предложила пояс ему в дар, но Гера внушила остальным амазонкам уверенность, что пришельцы хотят похитить царицу. Амазонки напали на корабль Геракла. Он, заподозрив предательство, убил Ипполиту, а потом отбил нападение. По другим версиям, герой победил Ипполиту в единоборстве, либо Тесей взял царицу в плен и передал её пояс Гераклу.
В том же походе Геракл убил четырёх сыновей Миноса на острове Парос, помог пафлагонцам победить бебриков, а мариандинам — мисийцев и фригийцев. У Трои он спас от морского чудовища царевну Гесиону, на Фасосе покорил местных фракийцев и передал остров сыновьям Андрогея. По возвращении Геракл отдал пояс Ипполиты Еврисфею, а часть остальной добычи посвятил Аполлону в Дельфах.

#### Коровы Гериона
Теперь Еврисфей приказал Гераклу пригнать в Микены коров Гериона — исполина, который жил на острове Эрифия (Эритея) в океане на крайнем западе. Это был десятый подвиг согласно большинству источников и восьмой по версии Сервия. В пути, достигнув Тартесса, Геракл поставил две каменные стелы (Геракловы столпы) на двух берегах пролива, отделявшего Европу от Ливии; по другой версии, он раздвинул в этом месте сушу и создал таким образом пролив, соединивший Внутреннее море с океаном. Поскольку закатное солнце жгло его своими лучами, Геракл прицелился из лука в самого Гелиоса, и тот из уважения к бесстрашному герою дал ему золотой кубок для путешествия через океан. В этом кубке Геракл доплыл до Эрифии. Гериона он застрелил из лука, его коров погрузил на своё судно и вернулся в Испанию, после чего вернул кубок Гелиосу. Дальше Геракл погнал стадо по суше. В Лигурии он убил двух сыновей Посейдона, пытавшихся отобрать коров, в Лации убил Кака, похитившего четырёх коров и четырёх тёлок. Один из быков отбился от стада и переправился на Сицилию, но Геракл нашёл его и убил царя элимов Эрикса, который не захотел отдавать беглеца.
Во Фракии стадо разделилось из-за насланного Герой слепня. Часть коров разбежалась и постепенно одичала, остальных же Геракл пригнал в Микены. По одной из версий мифа, в пути ему пришлось побывать и в Скифии, где он вступил в брачную связь с полуженщиной-полузмеёй, родившей потом сыновей — предков всех последующих скифов.

#### Яблоки Гесперид
Получив коров Гериона, Еврисфей объявил Гераклу, что тот должен совершить ещё два подвига. Царь захотел завладеть плодами с золотой яблони, которая росла в волшебном саду на окраине ойкумены, рядом с тем местом, где титан Атлант держал на руках небесный свод. Дерево принадлежало Гере, и по её поручению о яблоне заботились дочери Атланта Геспериды и змей Ладон. Геракл не знал, где находится этот сад. Поэтому первым делом он направился по совету речных нимф к мудрому старцу Нерею, жившему на берегу реки Эридан. Герой застал старца спящим, схватил его и связал, хотя тот в попытках освободиться принимал разные обличья. Нерею пришлось рассказать, где живут Геспериды; кроме того, он дал Гераклу ценный совет — не ходить в волшебный сад самому, а отправить туда Атланта. По альтернативной версии, этот совет дал Прометей.
Геракл добрался до волшебного сада и обратился к Атланту за помощью. Тот был согласен помочь при условии, что Геракл подержит за него небо, но боялся Ладона. Поэтому Геракл застрелил змея стрелой, пущенной поверх ограды, и подставил свои плечи под небесный свод. Атлант сорвал яблоки. Однако титану не хотелось снова взваливать на себя тяжёлую ношу, и он сказал, что сам отнесёт яблоки Еврисфею. Геракл притворно согласился, но попросил подержать небо совсем немного, чтобы он подложил себе подушку на плечи. Атлант поверил ему. Геракл же, как только освободился от тяжести, поднял яблоки с травы, куда их положил титан, и ушёл, посмеявшись над наивностью Атланта.
Обратный путь героя лежал через Ливию. Там Геракл встретил великана Антея, сына Геи, который вызывал всех чужеземцев на состязание по борьбе и убивал. Каждое прикосновение Антея к земле придавало ему сил; Геракл, поняв, в чём дело, поднял великана в воздух и задушил его. Позже герой оказался в Египте, где правил жестокий Бусирис. Каждого путника там приносили в жертву Зевсу, но Геракл разорвал оковы и убил царя. Далее он достиг Кавказа, к одной из вершин которого был прикован Прометей, наказанный богами за то, что дал людям огонь. Геракл застрелил из лука орла, клевавшего печень Прометея (по альтернативной версии, все эти события произошли на пути к Гесперидам). В Греции герой отдал яблоки Еврисфею, но тот не решился оставить их у себя, и Афина вернула плоды Гесперидам.
Этот подвиг Геракла Псевдо-Аполлодор, Псевдо-Гигин и Авсоний называют одиннадцатым, Сервий — десятым (и последним), Диодор Сицилийский — двенадцатым.

#### Цербер
Последним подвигом Геракла по версии Псевдо-Аполлодора, Псевдо-Гигина и Авсония стал поход в подземное царство (для Диодора это одиннадцатый подвиг). Еврисфей приказал герою привести в Микены Цербера — трёхголового пса, охранявшего вход в Аид. Предварительно Геракл прошёл посвящение в элевсинские таинства (для этого его формально усыновил афинянин по имени Пилий). Он спустился в царство мёртвых, по разным данным, у мыса Тенар в Лаконике, в Гермионе в Арголиде, в Коронее в Беотии. Геракла сопровождали Афина и Гермес, которые ободряли уставшего от подвигов героя. Испуганный Харон не взял с Геракла плату за перевозку через Стикс; тени умерших, завидев его, разбежались в страхе за исключением Медузы Горгоны и Мелеагра. Медузу Геракл хотел ударить мечом, но Гермес напомнил герою, что это всего лишь тень. С Мелеагром же Геракл поговорил по-дружески и пообещал ему жениться на его сестре Деянире.
У входа в подземное царство Геракл увидел Тесея и его друга Пирифоя, приросших к скале. За несколько лет до того эти герои попытались похитить жену Аида Персефону и были за это наказаны. Друзья протянули к Гераклу руки с мольбой о помощи; он смог оторвать Тесея от скалы, но с Пирифоем, согласно большинству источников, ему это не удалось: Аид и Персефона не хотели прощать этого героя. Из-за усилий Геракла тряслась вся земля, но Пирифой оставался приросшим к камню. В результате он остался в царстве мёртвых навечно. Впрочем, Диодор Сицилийский сообщает, что Геракл освободил и вывел в мир живых обоих друзей; существовала и версия, согласно которой оба остались в Аиде навсегда.
Аид разрешил Гераклу забрать Цербера при условии, что герой справится с трёхголовым псом голыми руками. Геракл начал душить Цербера; тот пытался ужалить его своим хвостом-змеёй, но в конце концов был вынужден подчиниться. Той же дорогой герой вывел Цербера на землю и привёл в Микены. Еврисфей тут же приказал вернуть чудовище Аиду.

### Участие в плавании аргонавтов
Важное место в мифологической биографии Геракла занимает эпизод, связанный с плаванием аргонавтов в Колхиду за золотым руном. По версии Геродора, это плавание началось, когда Геракл находился в рабстве у Омфалы, а потому герой не смог принять в нём участие; однако большинство источников упоминает его в числе спутников Ясона вместе с братом Ификлом и племянником Иолаем. Согласно Аполлонию Родосскому, Геракл прибыл в Пагасейскую гавань сразу после поимки эриманфского вепря. Именно Геракла аргонавты хотели сделать своим вождём, но он отказался в пользу Ясона (только Дионисий Скитобрахион утверждает, что сын Зевса возглавил поход). Когда стоянка «Арго» на Лемносе затянулась из-за прекрасных лемниянок, Геракл (по одной из версий мифа) настоял на продолжении пути.
Однако добраться до Колхиды Гераклу не было суждено. Согласно самому древнему варианту мифа, изложенному у Гесиода и Геродота, он сошёл на берег у Афетских скал, так как корабль не мог выносить его нечеловеческую тяжесть. По Аполлонию (с этой версией согласны Валерий Флакк, Феокрит, автор «Орфической аргонавтики»), во время стоянки у берегов Мисии исчез возлюбленный Геракла Гилас, отправившийся за питьевой водой; пока герой искал его, аргонавты уплыли, так как на этом настаивали крылатые братья Бореады — Зет и Калаид. За это Геракл впоследствии убил Бореадов, а на их могилу положил огромный камень.
Феокрит утверждает, что Геракл смог пешком добраться до Колхиды и уже там присоединился к участникам похода. При этом автор схолиев к Феокриту пишет, что сделать это герою помешала Гера, покровительствовавшая Ясону. Наконец, существует версия Демарата, восходящая к несохранившейся трагедии, согласно которой Геракл весь путь до Колхиды и обратно проделал на борту «Арго».

### Другие свершения
После путешествия в загробный мир служба Геракла Еврисфею закончилась. Отныне герой был свободен. Его дальнейшая мифологическая биография богата событиями, но теперь это уже не борьба с чудовищами, а главным образом военные походы и зачатие многочисленных сыновей, становившихся правителями в разных частях Греции. Вернувшись в Фивы, Геракл отдал свою жену Мегару племяннику Иолаю и начал поиски новой, более молодой, супруги. Он попросил у своего друга Еврита, царя Эхалии, руку его дочери Иолы, но получил отказ: царь Эхалии заявил, что боится, «как бы Геракл, если у него родятся дети, не стал убивать их, как прежних». Согласно одной из версий мифа, рука Иолы должна была достаться победителю в состязаниях по стрельбе из лука, и Геракл оказался лучшим, но Еврит нарушил своё слово. Позже, когда у царя похитили двенадцать кобылиц из стада, подозрение пало на Геракла. Старший сын Еврита Ифит приехал в поисках пропажи в Тиринф, и там Геракл сбросил его со стены. По одной версии, он это сделал в припадке безумия, насланного Герой, по другой — потому что был разгневан несправедливым обвинением.
Теперь герою нужно было очиститься от пролитой крови. Он обратился за очищением к царю Пилоса Нелею, но получил отказ. Сын Нелея Нестор уговорил Деифоба, сына Ипполита, совершить необходимый обряд в Амиклах, но и после этого Геракла продолжали мучить кошмары. За советом герой пришёл в Дельфы, к пифии. Та заявила, что у неё нет оракула для того, кто убил собственного гостя. Геракл, придя в ярость, объявил, что создаст собственное прорицалище, и схватил треножник, на котором восседала пифия. Аполлон выступил на защиту своего храма; между ним и Гераклом началась схватка, которая закончилась только после вмешательства самого Зевса, метнувшего молнию. Верховный бог заставил противников помириться. Вместе Аполлон и Геракл основали город Гитион, на центральной площади которого стояли рядом их статуи.
Пифия объяснила Гераклу, что для полного очищения от пролитой крови он должен на время (по одной версии, на год, по другой — на три года) продать себя в рабство, а вырученные таким образом деньги отдать Евриту. Героя купила за три таланта царица Лидии Омфала. Будучи её собственностью, Геракл усмирил лидийских разбойников, поймал керкопов, убил огромного змея, который сжигал своим дыханием людей и урожай на полях. Некоторые античные авторы пишут, что в Лидии герою пришлось забыть о своей мужественности: Омфала заставляла его одеваться, как женщина, и прясть. При всём этом Геракл был любовником царицы, и та родила от него трёх или четырёх сыновей.
Получив свободу, Геракл отправился в поход на Трою. Царь этого города Лаомедонт отказался когда-то отдать герою двух чудесных коней в благодарность за спасение его дочери Гесионы от морского чудовища; теперь Геракл собрал армию и отправился к Трое, по разным данным, на шести или восемнадцати кораблях. В этом походе участвовали также Эакиды Теламон и Пелей, аргивянин Оикл. Теламон первым ворвался в город, и Геракл, ревнивый к чужой славе, хотел убить соперника, но тот, догадавшись, что происходит, начал собирать в кучу камни. На вопрос, что он делает, Теламон ответил: «Строю алтарь Гераклу Победителю»; услышав это, Геракл перестал сердиться. В бою герой убил Лаомедонта и перебил его многочисленных сыновей за исключением самого младшего — Подарка. Последнего он разрешил выкупить его сестре Гесионе, из-за чего царевич получил новое имя, Приам («купленный»). Гесиону же Геракл отдал Теламону.
На пути от Трои домой корабли Геракла были обстреляны жителями Коса. Геракл высадился на этом острове и убил местного царя Еврипила; он сам был ранен Халкодонтом, но Зевс спас сына. Согласно альтернативной версии, герой сам напал на Кос, потому что влюбился в дочь Еврипила Халкиопу, и та позже родила ему сына Фессала. После этого Афина перенесла Геракла на Флегрейскую равнину, где тот принял участие в битве богов с гигантами (гигантомахии): богам была предсказана победа в том случае, если им поможет смертный. Геракл застрелил из лука Алкионея, добил Порфириона, напавшего на Геру и поражённого зевсовым перуном, вдвоём с Аполлоном убил Эфиальта. Многих гигантов, раненных богами, он добил своими стрелами, так что олимпийцы одержали полную победу.
Позже Геракл решил отомстить Авгию и вторгся в Элиду с войском, набранным из аркадян, аргивян и фиванцев. Вскоре он заболел, а поэтому заключил мир; узнав причину его уступчивости, враги напали на его армию и многих перебили. Автор схолиев к одам Пиндара сообщает, что во время этих событий Авгий вероломно убил сыновей Геракла от Мегары. Впоследствии, когда племянники Авгия Молиониды или сын Авгия Еврит отправились на Истмийские игры в качестве теоров (священных послов), Геракл напал на них и убил. В связи с этим элейцы навсегда отказались участвовать в Истмийских играх. После этого Геракл снова напал на Элиду и на этот раз одержал победу: Авгия вместе с большинством его детей он убил, а новым царём сделал Филея.
С пребыванием Геракла в Элиде античные авторы связывают начало истории Олимпийских игр. Согласно Пиндару, герой учредил эти состязания и установил приз — привезённый из страны гипербореев венок из дикой маслины. Именно он установил олимпийский стадий длиной в 600 своих стоп; в беге Геракл преодолевал стадий, не переводя дыхание, отчего дистанция получила своё название. По словам Геродора, Геракл основал храм Зевса Олимпийского и установил шесть двойных алтарей, посвящённых двенадцати богам. Он сам стал одним из первых победителей игр (в панкратионе), а согласно Нонну, боролся с Зевсом, и состязание закончилось вничью.
Из Элиды Геракл двинулся в Мессению, против пилосского царя Нелея, отказавшего ему когда-то в очищении. На стороне Нелея в этой войне сражались Аид, Арес, Посейдон и Гера, но Геракл всё равно одержал победу; Аида он ранил в схватке, пилосского царя убил, как и всех его сыновей за исключением Нестора. Потом герой двинулся на Спарту, против сыновей Гиппокоонта, чтобы отомстить им за убийство своего родича Эона. В пути к Гераклу присоединился царь Аркадии Кефей с двадцатью сыновьями, предварительно получивший от него локон Горгоны для своей дочери (этот локон должен был уберечь кефеево царство от врагов во время войны). Все аркадские герои погибли в схватке, а Геракл перебил Гиппокоонтидов и сделал царём Спарты Тиндарея. Позже он соблазнил сестру Кефея Авгу, родившую сына по имени Телеф, и дочь Алкимедонта Фиало, родившую Эхмагора.
Из Аркадии Геракл направился в Этолию, где посватался к дочери калидонского царя Ойнея Деянире. Ему пришлось сойтись в единоборстве с ещё одним претендентом — речным богом Ахелоем, принявшим облик быка. Геракл победил, отломив быку рог; он получил руку Деяниры, а Ахелой в обмен на бычий рог отдал герою рог Амалфеи, который мог по желанию владельца наполняться любой пищей и любым питьём. Геракл присоединился к калидонцам в их походе на феспротов. После взятия города Эфира он сделал своей возлюбленной дочь местного царя Астиоху, родившую Тлеполема.
Вскоре Гераклу пришлось оставить Этолию из-за очередного случайного убийства: на пиру он ударил Эвнома или Эвринома, подносившего воду для мытья рук, и тот умер на месте. Отец погибшего согласился простить героя, но тот всё же отправился в изгнание в Трахин, где правил его родич Кеик.

### Гибель Геракла и обожествление
На пути из Этолии в Трахин Геракл и Деянира оказались на берегу реки Эвен, где путников переправлял за плату кентавр Несс. Геракл перешёл реку сам, а перенести свою супругу поручил Нессу. Тот внезапно воспылал страстью к Деянире и либо попытался изнасиловать её прямо в воде, когда Геракл был уже на другом берегу, либо переправился первым и попытался ускакать с Деянирой. Геракл ранил кентавра своей стрелой. Умирая, Несс рассказал Деянире, будто его кровь, смешанная со спермой (или только кровь), — мощное приворотное зелье, которое обеспечит любовь мужа, если хранить его в темноте и в нужный момент пропитать им гераклову одежду.
В пути Геракл одержал ещё ряд побед. Он разбил дриопов, живших у горы Парнас, и подарил их вождей дельфийскому храму как рабов; по просьбе дорийцев из Гестиеотиды победил лапифов и получил за это треть царства дорийцев; в городе Итона во Фтиотиде сразился на колесницах с возничим Кикном, сыном Ареса и убил его, а Ареса, благодаря помощи Афины, ранил в бедро, после чего Зевс положил конец бою. Наконец, Геракл убил Аминтора, царя города Ормений у подножия Пелиона, и сделал своей возлюбленной его дочь Астидамию, которая родила Ктесиппа или Тлеполема.
В Трахине Геракл собрал армию из аркадян, локров и мелийцев и двинулся на Эхалию, чтобы отомстить Евриту за давнюю обиду. Он взял город штурмом, убил Еврита и его сыновей, а Иолу взял в плен. Деянира, узнав о молодости и красоте пленницы (по одной из версий мифа, Геракл отправил Иолу к жене), решила вернуть любовь супруга с помощью крови Несса. Она отправила Гераклу с вестником Лихасом хитон, смоченный в этой крови. Когда Геракл в этом хитоне начал приносить жертвы богам на Ликейском мысу, солнечные лучи растопили яд гидры, и герой почувствовал жжение и невыносимую боль. Хитон прилип к телу; Геракл пытался сорвать с себя одежду, но вместе с тканью отрывал куски плоти. Он бросился в холодную реку, но от этого жжение и боль только усилились. Потеряв контроль над собой, Геракл опрокинул алтари, а Лихаса забросил далеко в море.
Обессилевшего от страданий героя привезли на корабле в Трахин. Деянира, узнав, что произошло, покончила с собой — закололась либо повесилась. Геракла по его приказу подняли в носилках на близлежащую гору Эта, причём с ним был, согласно некоторым источникам, только один сын, Гилл; остальные находились вместе с Алкменой в Тиринфе или в Фивах. Геракл велел Гиллу жениться на Иоле, а сам взошёл на сложенный для него костёр и приказал поджечь. Спутники отказывались это делать, так что последний приказ героя выполнил Пеант или его сын Филоктет, проходивший мимо в поисках своего скота и получивший в благодарность лук и стрелы Геракла. Когда огонь разгорелся, появилась грозовая туча, которая унесла героя на Олимп. Там Геракл был принят в сонм бессмертных богов. Гера с ним примирилась и выдала за него свою дочь Гебу, богиню вечной юности, родившую в этом браке сыновей Алексиара и Аникета.
С этих пор, согласно античным авторам, Геракл счастливо жил на Олимпе, пируя с богами и выполняя роль небесного привратника. В то же время его призрак, согласно Гомеру, находился в Аиде, где блуждал с вечно натянутым луком. Это ставит историю об обожествлении под сомнение: по-видимому, эллины не были уверены в том, что посмертная судьба героя сложилась счастливо. Согласно Псевдо-Гигину, Зевс за мужество поместил своего сына среди созвездий — как Змееносца (в память об удушении змея в Лидии), как Коленопреклонённого (имеется в виду его победа над драконом, охранявшим яблоки Гесперид, либо бой с лигурами из-за коров Гериона) либо как часть созвездия Близнецов вместе с Тесеем или Аполлоном.

### Потомки
В браке с Деянирой у Геракла родились дочь Макария и трое или четверо сыновей. Согласно Гесиоду и Псевдо-Аполлодору, это были Гилл, Глен, Ктесипп и Онит, согласно Диодору Сицилийскому — Гилл, Гленей и Годит. После гибели отца их начал преследовать Еврисфей, так что Гераклиды нашли убежище сначала в Трахине, потом в Афинах. Несколько раз они пытались вернуться на Пелопоннес во главе армии, но неизменно терпели поражение. Отвоевать земли предков смогли только правнуки Гилла — Темен и Кресфонт вместе со своими племянниками Проклом и Еврисфеном. Завоёванное они разделили между собой, так что Темен стал предком исторических царей Аргоса, Кресфонт — предком царей Мессении, а от Прокла и Еврисфена произошли две династии царей Спарты, Агиды и Эврипонтиды соответственно.
|             |             |             |             |             |             |  |  |       |       |       |       |       |       |  |  |         |         |         |         | Геракл    | Геракл   | Геракл   | Геракл   | Геракл   | Геракл   |         |         | Деянира | Деянира | Деянира | Деянира | Деянира  | Деянира  |          |          |           |           |           |           |             |             |             |             |             |             |  |  |  |  |  |  |  |  |  |  |  |  |  |  |  |  |  |  |  |  |  |  |  |  |  |  |  |  |  |  |  |  |
|             |             |             |             |             |             |  |  |       |       |       |       |       |       |  |  |         |         |         |         | Геракл    | Геракл   | Геракл   | Геракл   | Геракл   | Геракл   |         |         | Деянира | Деянира | Деянира | Деянира | Деянира  | Деянира  |          |          |           |           |           |           |             |             |             |             |             |             |  |  |  |  |  |  |  |  |  |  |  |  |  |  |  |  |  |  |  |  |  |  |  |  |  |  |  |  |  |  |  |  |
|             |             |             |             |             |             |  |  |       |       |       |       |       |       |  |  |         |         |         |         |           |          |          |          |          |          |         |         |         |         |         |         |          |          |          |          |           |           |           |           |             |             |             |             |             |             |  |  |  |  |  |  |  |  |  |  |  |  |  |  |  |  |  |  |  |  |  |  |  |  |  |  |  |  |  |  |  |  |
|             |             |             |             |             |             |  |  |       |       |       |       |       |       |  |  |         |         |         |         |           |          |          |          |          |          |         |         |         |         |         |         |          |          |          |          |           |           |           |           |             |             |             |             |             |             |  |  |  |  |  |  |  |  |  |  |  |  |  |  |  |  |  |  |  |  |  |  |  |  |  |  |  |  |  |  |  |  |
|             |             |             |             |             |             |  |  |       |       |       |       |       |       |  |  | Гилл    | Гилл    | Гилл    | Гилл    | Гилл      | Гилл     |          |          | Иола     | Иола     | Иола    | Иола    | Иола    | Иола    |         |         | Макария  | Макария  | Макария  | Макария  | Макария   | Макария   |           |           |             |             |             |             |             |             |  |  |  |  |  |  |  |  |  |  |  |  |  |  |  |  |  |  |  |  |  |  |  |  |  |  |  |  |  |  |  |  |
|             |             |             |             |             |             |  |  |       |       |       |       |       |       |  |  | Гилл    | Гилл    | Гилл    | Гилл    | Гилл      | Гилл     |          |          | Иола     | Иола     | Иола    | Иола    | Иола    | Иола    |         |         | Макария  | Макария  | Макария  | Макария  | Макария   | Макария   |           |           |             |             |             |             |             |             |  |  |  |  |  |  |  |  |  |  |  |  |  |  |  |  |  |  |  |  |  |  |  |  |  |  |  |  |  |  |  |  |
|             |             |             |             |             |             |  |  |       |       |       |       |       |       |  |  |         |         |         |         |           |          |          |          |          |          |         |         |         |         |         |         |          |          |          |          |           |           |           |           |             |             |             |             |             |             |  |  |  |  |  |  |  |  |  |  |  |  |  |  |  |  |  |  |  |  |  |  |  |  |  |  |  |  |  |  |  |  |
|             |             |             |             |             |             |  |  |       |       |       |       |       |       |  |  |         |         |         |         | Клеодай   |          |          |          |          |          |         |         |         |         |         |         |          |          |          |          |           |           |           |           |             |             |             |             |             |             |  |  |  |  |  |  |  |  |  |  |  |  |  |  |  |  |  |  |  |  |  |  |  |  |  |  |  |  |  |  |  |  |
|             |             |             |             |             |             |  |  |       |       |       |       |       |       |  |  |         |         |         |         |           |          |          |          |          |          |         |         |         |         |         |         |          |          |          |          |           |           |           |           |             |             |             |             |             |             |  |  |  |  |  |  |  |  |  |  |  |  |  |  |  |  |  |  |  |  |  |  |  |  |  |  |  |  |  |  |  |  |
|             |             |             |             |             |             |  |  |       |       |       |       |       |       |  |  |         |         |         |         | Аристомах |          |          |          |          |          |         |         |         |         |         |         |          |          |          |          |           |           |           |           |             |             |             |             |             |             |  |  |  |  |  |  |  |  |  |  |  |  |  |  |  |  |  |  |  |  |  |  |  |  |  |  |  |  |  |  |  |  |
|             |             |             |             |             |             |  |  |       |       |       |       |       |       |  |  |         |         |         |         |           |          |          |          |          |          |         |         |         |         |         |         |          |          |          |          |           |           |           |           |             |             |             |             |             |             |  |  |  |  |  |  |  |  |  |  |  |  |  |  |  |  |  |  |  |  |  |  |  |  |  |  |  |  |  |  |  |  |
|             |             |             |             |             |             |  |  |       |       |       |       |       |       |  |  |         |         |         |         |           |          |          |          |          |          |         |         |         |         |         |         |          |          |          |          |           |           |           |           |             |             |             |             |             |             |  |  |  |  |  |  |  |  |  |  |  |  |  |  |  |  |  |  |  |  |  |  |  |  |  |  |  |  |  |  |  |  |
|             |             |             |             |             |             |  |  | Темен | Темен | Темен | Темен | Темен | Темен |  |  |         |         |         |         | Кресфонт  | Кресфонт | Кресфонт | Кресфонт | Кресфонт | Кресфонт |         |         | Меропа  | Меропа  | Меропа  | Меропа  | Меропа   | Меропа   |          |          | Аристодем | Аристодем | Аристодем | Аристодем | Аристодем   | Аристодем   |             |             |             |             |  |  |  |  |  |  |  |  |  |  |  |  |  |  |  |  |  |  |  |  |  |  |  |  |  |  |  |  |  |  |  |  |
|             |             |             |             |             |             |  |  | Темен | Темен | Темен | Темен | Темен | Темен |  |  |         |         |         |         | Кресфонт  | Кресфонт | Кресфонт | Кресфонт | Кресфонт | Кресфонт |         |         | Меропа  | Меропа  | Меропа  | Меропа  | Меропа   | Меропа   |          |          | Аристодем | Аристодем | Аристодем | Аристодем | Аристодем   | Аристодем   |             |             |             |             |  |  |  |  |  |  |  |  |  |  |  |  |  |  |  |  |  |  |  |  |  |  |  |  |  |  |  |  |  |  |  |  |
|             |             |             |             |             |             |  |  |       |       |       |       |       |       |  |  |         |         |         |         |           |          |          |          |          |          |         |         |         |         |         |         |          |          |          |          |           |           |           |           |             |             |             |             |             |             |  |  |  |  |  |  |  |  |  |  |  |  |  |  |  |  |  |  |  |  |  |  |  |  |  |  |  |  |  |  |  |  |
|             |             |             |             |             |             |  |  |       |       |       |       |       |       |  |  |         |         |         |         |           |          |          |          |          |          |         |         |         |         |         |         |          |          |          |          |           |           |           |           |             |             |             |             |             |             |  |  |  |  |  |  |  |  |  |  |  |  |  |  |  |  |  |  |  |  |  |  |  |  |  |  |  |  |  |  |  |  |
| Кейс        | Кейс        | Кейс        | Кейс        | Кейс        | Кейс        |  |  | Фалк  | Фалк  | Фалк  | Фалк  | Фалк  | Фалк  |  |  | Гирнефо | Гирнефо | Гирнефо | Гирнефо | Гирнефо   | Гирнефо  |          |          | Эпит     | Эпит     | Эпит    | Эпит    | Эпит    | Эпит    |         |         | Еврисфен | Еврисфен | Еврисфен | Еврисфен | Еврисфен  | Еврисфен  |           |           | Прокл       | Прокл       | Прокл       | Прокл       | Прокл       | Прокл       |  |  |  |  |  |  |  |  |  |  |  |  |  |  |  |  |  |  |  |  |  |  |  |  |  |  |  |  |  |  |  |  |
| Кейс        | Кейс        | Кейс        | Кейс        | Кейс        | Кейс        |  |  | Фалк  | Фалк  | Фалк  | Фалк  | Фалк  | Фалк  |  |  | Гирнефо | Гирнефо | Гирнефо | Гирнефо | Гирнефо   | Гирнефо  |          |          | Эпит     | Эпит     | Эпит    | Эпит    | Эпит    | Эпит    |         |         | Еврисфен | Еврисфен | Еврисфен | Еврисфен | Еврисфен  | Еврисфен  |           |           | Прокл       | Прокл       | Прокл       | Прокл       | Прокл       | Прокл       |  |  |  |  |  |  |  |  |  |  |  |  |  |  |  |  |  |  |  |  |  |  |  |  |  |  |  |  |  |  |  |  |
| Цари Аргоса | Цари Аргоса | Цари Аргоса | Цари Аргоса | Цари Аргоса | Цари Аргоса |  |  |       |       |       |       |       |       |  |  |         |         |         |         |           |          |          |          | Эпитиды  | Эпитиды  | Эпитиды | Эпитиды | Эпитиды | Эпитиды |         |         | Агиды    | Агиды    | Агиды    | Агиды    | Агиды     | Агиды     |           |           | Эврипонтиды | Эврипонтиды | Эврипонтиды | Эврипонтиды | Эврипонтиды | Эврипонтиды |  |  |  |  |  |  |  |  |  |  |  |  |  |  |  |  |  |  |  |  |  |  |  |  |  |  |  |  |  |  |  |  |

Античные авторы называют имена многих других сыновей Геракла. Это дети Мегары Теримах и Офит либо Теримах, Креонтиад и Деикоонт; сыновья Омфалы Агелай (легендарный предок царей Лидии исторической эпохи), Лам, Тиррен (легендарный прародитель этрусков), Малей; сын Халкиопы Теттал и сын Эпикасты, дочери Авгия, Тестал. Партенопа, дочь Стимфала, родила от Геракла Эвера, Авга, дочь Алея, — Телефа, которого считали своим предком пергамские цари Атталиды. Сыном Астиохи, дочери Филанта, был Тлеполем; сыном Астидамии, дочери Аминтора, — Ктесипп, сыном Автонои, дочери Пирея, — Палемон, сыном Болбы — Олинф.

Были у него сыновья и от дочерей Теспия: от Прокриды — Антилеонт и Гиппей (старшая из дочерей Теспия родила близнецов), от Панопы — Трепсипп, от Лисы — Эвмед, от … Креонт, от Эпилаиды — Астианакс, от Керты — Иобет, от Эврибии — Полилай, от Патро — Архемах, от Мелины — Лаомедонт, от Клитиппы — Эврикапий, от Эвботы — Эврипил, от Аглаи — Антиад, от Хрисеиды — Онесипп, от Ореи — Лаомен, от Лисидики — Телес, от Мениппиды — Энтелид, от Антиппы — Гипподром, от Эври… Телевтагор, от Гиппы — Капил, от Эвбеи — Олимп, от Ники — Никодром, от Аргелы — Клеолай, от Эксолы — Эритрас, от Ксантиды — Гомолипп, от Стратоники — Атром, от Ифиды — Келевстанор, от Лаотои — Антиф, от Антиопы — Алопий, от Каламетиды — Астибий, от Филеиды — Тигасий, от Эсхреиды — Левкон, от Антеи … от Эврипилы — Архедик, от Эрато — Династ, от Асопиды — Ментор, от Эоны — Аместрий, от Тифисы — Линкей, от Олимпусы — Галократ, от Геликониды — Фалий, от Гесихии — Ойстроблет, от Терпсикраты — Эвриоп, от Элахеи — Булей, от Никиппы — Антимах, от Пириппы — Патрокл, от Пракситеи — Неф, от Лисиппы — Эрасипп, от Токсикраты — Ликург, от Марсы — Букол, от Эврителы — Левкипп, от Гиппократы — Гиппозиг.
— Псевдо-Аполлодор. Мифологическая библиотека, II, 7, 8.
Двое из сыновей Феспиад поселились в Фивах, семеро — на родине деда, в Феспиях, причём их потомки, по словам Диодора Сицилийского, «до недавнего времени» управляли городом. Остальных сыновей Геракл отправил вместе с племянником Иолаем на Сардинию, выполняя таким образом приказ оракула. Переселенцы завоевали лучшую часть острова и основали там свою колонию.
Кроме того, в античных текстах фигурируют в качестве детей Геракла Эвклейя (дочь Мирто), Эхмагор (сын Фиало), Тлеполем (царь Родоса), Антиох (сын Меды, царь дриопов), Эхефрон и Промах (цари Псофиды), Фаэст (царь Сикиона), Галат (царь Гавлы), Софакс (царь Мавретании), Полемон, Гелон, Агафирс, Скиф (эпоним скифов), Кельт, Сард (эпоним Сардинии), Алкей (предок царей Лидии), Пандайя, получившая от отца царство на юге Индии, и её братья, разделившие между собой остальную часть этой страны. Самым младшим из сыновей Геракла считался атлет Феаген с Фасоса, с матерью которого Геракл сочетался в своём храме.
Однополые связи
Согласно античным авторам, Геракл влюблялся не только в женщин, но и в мужчин. В их числе сын поверженного героем царя дриопов Гилас, спутник и оруженосец Геракла в походе аргонавтов, и племянник героя Иолай, которого в эпоху поздней античности считали покровителем влюблённых.

## В культуре
Образ Геракла занимает важное место в западной культуре. Он фигурирует во многих произведениях искусства, в политических и эстетических теориях. При этом в большинстве случаев речь идёт не о каком-либо конкретном деянии героя: Геракла изображают как носителя определённых типичных для него черт. Германский антиковед Ф. Безнер выделяет три основные черты. Первая — необыкновенная мощь, соединение физической силы с силой духа, которое делает Геракла архетипическим спасителем и освободителем, борцом против бесправия и варварства, защитником цивилизации, символом самоконтроля и умения направлять свои способности на благое дело. Кроме того, в этом контексте образ Геракла может рассматриваться как символ политического господства.
Вторая черта, связанная с первой и во многом ей противоречащая, — отсутствие чувства меры: обладая неограниченной силой, герой творил зло так же легко, как добро. В мифологической биографии Геракла много злодеяний и простого произвола; он может выглядеть как защитник цивилизации, который сам плохо различает цивилизационные и нравственные границы, как персонаж сильный физически, но ограниченный умственно и при этом уверенный в том, что выполняет великую миссию. Этот вариант развития образа часто использовали представители комического искусства разных эпох.
Третья черта — амбивалентность образа Геракла, связанная с сосуществованием силы и безмерности, человеческого и божественного происхождения, жизни на земле, наполненной трудами и страданием, и небесного апофеоза, ставшего наградой за всё это. Геракл освобождал других, но при этом сам долго являлся объектом угнетения (со стороны своего родича Еврисфея и Омфалы); он обладал сверхсилой, но был рабом одной женщины и погиб по вине другой. Тот факт, что герой совершал жестокие и беспричинные убийства в состоянии безумия, может использоваться для постановки вопросов о пределах вины, о границах человеческого разума, о соотношении человеческих желаний и судьбы, о необходимости твёрдой власти.

### Культ и память о Геракле
В историческую эпоху Геракла почитали во всём греческом мире как олицетворение силы и мужества, поборника справедливости; согласно гипотезе одного из антиковедов, эта популярность героя была связана с представлениями о его способности «отвращать всякое зло». В одних случаях речь идёт о культе бога, в других — о культе героя. Согласно Диодору Сицилийскому, первым принёс жертву Гераклу (как герою) его друг Менетий, благодаря которому этот культ укоренился в городе Опунт в Локриде. Позже фиванцы тоже стали почитать героя, родившегося в их городе, а афиняне, по словам Диодора, «первыми почтили Геракла жертвоприношениями как бога, …научив всех прочих эллинов». Впрочем, жители Марафона оспаривали у афинян эту честь. В одной только Аттике учёные насчитывают по крайней мере полтора десятка храмов и священных участков, посвящённых Гераклу, — и это при том, что Аттика почти не связана с мифами о данном герое. Окрестности Марафона благодаря их связи с культом Геракла (существовали храмы Геракла в Киносарге и собственно в Марафоне) остались нетронутыми во время Пелопоннесской войны, так как спартанцы считали их священными.
Каждый год во второй день месяца метагитнион, когда, как считалось, Геракл вознёсся на небо, в разных городах Эллады проходили Гераклеи — празднества с играми. В источниках упоминаются святилище Геракла Женоненавистника в Фокиде, жрец которого в течение года не должен был спать с женщиной, храм Геракла в Феспиях со жрицей-девственницей, храм Геракла Связывателя Коней в Фивах, жертвенник героя в афинской Академии, храмы в Сикионе и в Эрифрах, храм на Косе, где жрецы носили женскую одежду, и другие святилища. Геракл считался покровителем палестр, гимнасиев, бань, а также целительства и торговли. В разных регионах Эллады в историческую эпоху показывали места, связанные с памятью о Геракле: так, в Арголиде росла «Крученая олива», которую, по словам местных жителей, герой изогнул собственными руками; название Фермопил на границе Фокиды с Фессалией связывали с тем, что в местный источник нырнул Геракл, страдавший из-за отравленной одежды, и вода тут же стала горячей. Жители Трезена показывали путникам храм, в который Геракл привёл Цербера, и дикую маслину, которая якобы выросла из дубины героя, жители Спарты — трофей, установленный Гераклом на месте убийства Гиппокоонтидов.
Память о Геракле была тесно связана с генеалогией. Цари и аристократы многих греческих полисов (в первую очередь дорийских) возводили своё происхождение к этому герою. Гераклидами считали себя, в частности, цари Спарты, которых именно на этом основании причисляли не к дорийцам, а к ахейцам; по одной из версий политического мифа, Геракл считался первым царём Лакедемона, так как разгромил Гиппокоонтидов. От этого же героя происходили, согласно легендам, и цари Македонии из династии Аргеадов, использовавшие свою родословную для интеграции в эллинский мир. Царей Филиппа II и особенно его сына Александра III, ставшего идеалом правителя для всей эллинистической эпохи, часто сравнивали с их предком; возводили свою родословную к Гераклу и цари Египта из династии Лагидов. Изображение героя появлялось на монетах Александра, многих царей, правивших обломками его державы, кушанских монархов. Благодаря обилию сыновей-эпонимов Геракл считался прародителем скифов, кельтов, сардов.
По мере распространения греческой культуры Геракла начали отождествлять с некоторыми божествами и героями других народов, в чьих мифологических биографиях или внешности видели сходство с греческим образцом, — с финикийским Мелькартом (в Гадесе существовал храм Геракла, предположительно отождествлённого с этим божеством), киликийским Сандоном, египетским Хонсу, персидским Артагном, Бэлом из Двуречья, филистимским Дагоном и др. В религии этруссков культ бога-оракула с почти греческим именем Херкле очевидно уже с конца VII века — начала VI веков до н. э. испытывал влияние греческого Геракла, но, по всей видимости, имел мифологический цикл частично отличный от дорийского персонажа. Римляне отождествляли с Гераклом Марса, но не позже IV века до н. э. начали почитать этого героя под именем Геркулес. Геракла знали и почитали причерноморские скифы, по-видимому, использовавшие его изображение в качестве апотропея. В Древней Индии героя отождествляли с Кришной, Васудевой-Кришной, Индрой, Шивой, Вишну, Панду, Яяти. Образ Геракла повлиял и на буддизм: по крайней мере, в Гандхаре во II—III веках н. э. Ваджрапани, защитника Будды, часто изображали, копируя внешность греческого героя.

### В древнегреческой литературе

#### Эпос
Учёные полагают, что сказания о Геракле получили широкое распространение ещё в микенский период (до XI века до н. э.) и стали одним из главных источников сюжетного материала для эпических поэтов. Гомер, по-видимому, хорошо знал эти сказания и считал их общеизвестными. Он упоминает в своих поэмах историю рождения Геракла, поход героя в Аид за Цербером (возможно, это единственный подвиг героя, известный Гомеру), попытку Геры погубить Геракла в море на пути от Трои домой, взятие Пилоса. Кроме того, в «Илиаде» говорится о неизвестном из других источников эпизоде, когда Геракл ранил Геру в грудь стрелой.
Уже в гомеровских поэмах видна тенденция, характерная для многих произведений античной литературы. Геракл здесь вообще не появляется как действующее лицо, но имеет большое значение для контекста: персонажей и их деяния соотносят с общеизвестными эпизодами биографии этого героя, подталкивая таким образом читателя к определённым выводам. Так, Диомед под стенами Трои вступает в бой с богиней Афродитой и ранит её, подобно тому как Геракл когда-то ранил Геру и Аида, — но Гомер подчёркивает, что первый действовал по воле Афины, а второй, «погибельный муж», «совершал злодеянья» и оскорблял богов. Одиссей встречается в Мессене с Ифитом, искавшим похищенных коней, становится его лучшим другом и принимает в подарок лук; тут же сообщается, что Геракл, «крепкодушный муж и соучастник многих насилий», вскоре после этой встречи убил Ифита в собственном доме и присвоил его имущество. Тот самый лук в «Одиссее» используется для избиения женихов Пенелопы, и Гомер таким образом подчёркивает законность и оправданность этого массового убийства в отличие от убийства Ифита. В результате Геракл предстаёт в поэмах как отрицательный персонаж, поддающийся своим страстям, вершащий зло и не относящийся к бессмертным с необходимым пиететом. Отсылки к его деяниям Гомер использует, чтобы оправдать поступки своих героев.
При всём этом Гомер подчёркивает масштаб личности Геракла — «величайшего из мужей», принадлежащего к той эпохе, когда боги ещё сочетались со смертными женщинами, а герои могли едва ли не в одиночку брать города. Троянская война происходит в куда менее героическое время. Действующий в «Илиаде» Гераклид Тлеполем говорит своему противнику Сарпедону, что тот «несравненно мал» по сравнению с сыновьями Зевса, и вспоминает о первом взятии Трои: Гераклу удалось занять этот город с ходу, хотя под его началом были всего шесть кораблей и «малая дружина»; между тем союзники Менелая собрали огромную армию, но стоят под Троей уже десятый год.
Гесиод в своей «Теогонии» создал положительный образ Геракла — борца с чудовищами и освободителя Прометея, получившего бессмертие как законную награду за свой труд. Наиболее чётко тезис об этой награде сформулирован в одном из гомеровских гимнов, посвящёном «Гераклу Львинодушному»:

Зевсова сына Геракла пою, меж людей земнородных

Лучшего. В Фивах его родила, хороводами славных,

С Зевсом-Кронидом в любви сочетавшись, царица Алкмена.

Некогда, тяжко трудяся на службе царю Еврисфею,

По бесконечной земле он и по морю много скитался;

Страшного много и сам совершил, да и вынес немало.

Ныне, однако, в прекрасном жилище на снежном Олимпе

В счастье живёт и имеет прекраснолодыжную Гебу.
— Гомеровские гимны, XV, 1—8.
Существовали большие эпические произведения, посвящённые мифам о Геракле. Фрагментарно сохранилась поэма «Щит Геракла», которую до IV века до н. э. приписывали Гесиоду; современные учёные полагают, что она была написана в начале VI века до н. э. неизвестным рапсодом из Фессалии. Речь в «Щите» идёт о победе героя над Кикном, причём к основному повествованию добавлен рассказ о рождении Геракла, взятый из «Каталога женщин» — ещё одной поэмы, приписывавшейся в древности Гесиоду. В середине VII века или в VI веке до н. э. Писандр Родосский создал «Гераклею» — стихотворный эпос в двух книгах, охватывавший все или многие деяния героя. Предположительно именно этот поэт упорядочил сказания о Геракле, прежде разрозненные, и, в частности, первым перечислил двенадцать подвигов. «Гераклея» пользовалась большой популярностью, а её автор был включён александрийскими грамматиками в канон эпических поэтов; тем не менее текст поэмы был полностью утрачен.
В VI веке до н. э. был создан эпос «Взятие Эхалии» (автор неизвестен), посвящённый одному из поздних эпизодов биографии Геракла. На рубеже VI и V веков до н. э. Паниасид написал поэму «Гераклеи» — ещё один пример эпического жизнеописания героя. От обоих произведений ничего не сохранилось.
Геракл занял важное место в «Аргонавтике» Аполлония Родосского, написанной в эллинистическую эпоху. Здесь он является центральным персонажем первой книги — более сильным, опытным и целеустремлённым, чем Ясон. Геракл сам отказался от руководства походом в Колхиду, позже именно он настоял на отплытии с Лемноса. Аполлонию пришлось «избавиться» от Геракла, чтобы тот не затенял образ Ясона, ключевой для развития действия.

#### Лирика
Работавший в жанре хоровой лирики Стесихор (VII—VI века до н. э.) сделал поход Геракла за коровами Гериона темой для своего произведения «Герионида», сохранившегося фрагментарно; ещё он писал, судя по дошедшим до нас отрывкам, о поединке с Кикном в Лигурии и о походе за Цербером. Миф о Геракле сыграл важную роль в творчестве Пиндара и Вакхилида (V век до н. э.), создававших, помимо всего прочего, эпиникии — оды в честь победителей спортивных состязаний. Пиндар вспоминает о Геракле как об основателе Олимпийских игр, легендарном предке царей исторической эпохи, образце поведения для каждого участника игр, показывающем, что «кто действует, тот и претерпевает». Именно у этого поэта впервые упоминаются Геркулесовы столпы как символ «конца всех путей», последней границы, которую, однако, может преодолеть победитель. В одной из од Пиндар рассказывает об основании Олимпийских игр, и в этом контексте Геракл изображён как культурный герой и безусловно положительный персонаж. Антиковеды видят здесь скрытую полемику с Гомером, как и в ещё одной оде, где поэт оправдывает борьбу героя с богами, говоря о силе как об естественном праве.
Вакхилид в оде Гиерону Сиракузскому пишет о походе Геракла в Аид за Цербером. Для него судьба героя — пример того, что «К полному счастью // Ни один не рожден из жителей Земли»: Геракл в расцвете своей славы обещает Мелеагру жениться на его сестре, не зная, что это принесёт ему раннюю и мучительную смерть.

#### Драматургия
Древнегреческие драматурги черпали свои сюжеты почти исключительно в мифологии. Однако сказания о Геракле они использовали относительно редко — этот мифологический цикл уступал в популярности легендам о Пелопидах и царях Фив. В сохранившейся трагедии Эсхила «Прометей прикованный» заглавный герой предсказывает, что его спасёт «сильный, яростный правнук» из «посева» Гипермнестры, который станет посредником в конфликте между ним и Зевсом. Перу Эсхила принадлежала и трагедия «Прометей освобождаемый», в которой Геракл убивает орла, клевавшего Прометею печень (от неё сохранился только фрагмент). Почти полностью утрачены тексты трагедий Эсхила «Амфитрион», «Алкмена» и «Гераклиды», о содержании которых ничего не известно, и его же сатировских драм «Лев» (предположительно о победе над киферонским или немейским львом) и «Вестники» (возможно, об эпизоде с послами Эргина).
У Софокла Геракл действует в двух сохранившихся трагедиях — «Трахинянки» и «Филоктет». В обоих случаях он сначала появляется в репликах других героев и только ближе к финалу выходит на сцену. В «Филоктете» это положительный персонаж, играющий роль «бога из машины» (deus ex machina): уже получившего бессмертие Геракла олимпийцы отправляют на Лемнос, и он объявляет заглавному герою, что тому предначертано, подобно самому Гераклу, перенести много трудов и стяжать награду — «венец доблести». Таким образом, Геракл помогает Филоктету вновь обрести веру в правосудие и, опираясь на свой авторитет первого разрушителя Трои, убеждает его принять участие во второй осаде этого города. В «Трахинянках» происходит критическое осмысление образа. Деянира, которая в начале пьесы считает Геракла своим спасителем и «лучшим из людей», узнаёт о его намерении жениться на Иоле; постепенно она понимает, что для супруга борьба за неё с Ахелоем была всего лишь одним из приключений, связанным не с противостоянием культуры варварству и правого дела — злому, а скорее с промискуитетом. Геракл подтверждает это в одной из ключевых сцен, когда, страдая от боли, требует от сына Гилла, чтобы тот женился на Иоле. Цель умирающего — сделать так, чтобы Иола, успевшая стать его наложницей, не досталась какому-либо чужаку. Таким образом, даже в последний час герой думает только о себе и остаётся в плену своих страстей. При всём этом Софокл признаёт огромные заслуги Геракла, очистившего землю от чудовищ, и не снимает вину с Деяниры, погубившей героя.
Перу Софокла принадлежат также сатировские драмы «Геракл-младенец» (предположительно о том, как новорождённый герой задушил двух змей в колыбели) и «Эней» (о сватовстве героя к Деянире), трагедия «Геракл» о походе за Цербером, от которых остались только несколько небольших фрагментов. Возможно, «Геракл» и сатировская драма Софокла «На Тенаре», утраченная практически полностью, — одна и та же пьеса.
Еврипид сделал Геракла заглавным персонажем одной из своих трагедий. Здесь герой, наделённый положительными чертами, становится игрушкой в руках злых богов, которые насылают на него безумие и делают детоубийцей; именно на богов обрушивает драматург свою критику. Геракл появляется также в трагедии Еврипида «Алкеста», где совершает славное деяние (спасает жену друга от демона смерти), в утраченных пьесах «Авга» (трагедия) и «Еврисфей» (сатировская драма). События, связанные с его зачатием, описаны в трагедии «Алкмена», текст которой тоже не сохранился.
Мифы о Геракле стали сюжетной основой ряда пьес, написанных менее известными авторами и впоследствии полностью утраченных. Это не меньше пяти трагедий и комедий под названием «Алкмена» (в том числе написанных Астидамантом, Ионом Хиосским и Дионисием), трагедии «Геракл безумный» Ликофрона и Тимесифея. Походу Геракла за коровами Гериона были посвящены трагедия Никомаха Александрийского и комедия Эфиппа, его бою с кентаврами в доме Дексамена — ряд трагедий, борьбе с Антеем — трагедии Фриниха и Аристия и комедия Антифана, спасению Алкесты — трагедия Фриниха. Существовал также ряд комедий с названиями «Алкеста» и «Адмет» (в частности, написанная Антифаном), но об их сюжете ничего не известно: возможно, речь там шла о сватовстве Адмета. О гибели Геракла рассказывал целый ряд трагедий.
Комедиографы часто обрабатывали сюжеты о Геракле и кентаврах («Драмы, или Кентавр» Аристофана, «Геракл у Фола» Эпихарма, «Фол» Динолоха, ряд комедий и сатировских драм об эпизоде в доме Дексамена), о рабстве у Омфалы. Как минимум шесть комедий (в том числе Эпихарма и Кратина) были посвящены мифу о Бусирисе. В этих пьесах драматурги много внимания уделяли обжорству Геракла, его необузданному темпераменту, его любви к женщинам. В качестве бога Геракл появляется в комедиях Аристофана «Птицы» и «Лягушки».

#### Проза
Геракл фигурирует в ряде мифологических и историко-мифологических прозаических обзоров, создававшихся в Элладе начиная с VI века до н. э. Так, о нём довольно подробно писал первый греческий прозаик Ферекид, его упоминает «отец истории» Геродот, датировавший жизнь Геракла примерно временем за 900 лет до своей эпохи, то есть XIV веком до н. э. (в Паросской хронике это приблизительно 1300 год до н. э.). Разные сказания о Геракле собрали воедино Геродор из Гераклеи (III век до н. э.) и Птолемей Гефестион (II век до н. э.), которые считали своей целью развлечь читателя — в том числе авторскими выдумками.
Сохранились несколько произведений, в которых сжато излагаются греческие мифы. Наиболее полный и систематизированный рассказ содержится в «Мифологической библиотеке» Псевдо-Аполлодора, где четыре главы (II, 4—7) посвящены Гераклу. Основным источником для автора в этой части его сочинения стал Ферекид; Псевдо-Аполлодор пишет лаконично и безыскусно, кратко пересказывая содержание ряда поэм и пьес. Диодор Сицилийский посвятил мифологии три книги своей «Исторической библиотеки» (полностью сохранились только две), которые начинаются с объёмного жизнеописания Геракла. О подвигах героя этот автор пишет, опираясь на энкомий Матрида Фиванского (его источниками были, в свою очередь, Паниасид или Писандр Родосский), о дальнейшей жизни Геракла — используя труд Ферекида. Характерной особенностью метода Диодора является эвгемеризация мифа, то есть попытка рационально объяснить его содержание. Геракл здесь — центральный персонаж (наряду с Дионисом), самый героический из людей, который благодаря своим великим деяниям был причислен к богам. «Согласно преданиям, — пишет Диодор, — он, несомненно, превзошёл величием своих свершений всех тех мужей, память о которых переходит из века в век». При этом Геракл в «Исторической библиотеке» превращается из героя-индивидуалиста в военачальника, совершающего походы по всему известному грекам миру.
Многообразие мифов о Геракле и наличие сходных героев у других народов привели античных филологов к предположению, что это имя носили многие люди. Диодор Сицилийский в «Исторической библиотеке» упомянул двух Гераклов. Согласно сообщению Сервия в «Комментариях к „Энеиде“», Марк Теренций Варрон насчитал сорок три Геракла. В речи Гая Аврелия Котты, включённой в трактат Марка Туллия Цицерона «О природе богов», говорится о шести Гераклах. Луций Ампелий тоже насчитал шесть Гераклов. Иоанн Лид упоминает уже семь персонажей с этим именем:
| Diod., Bibl. Hist. V, 76, 1—2 | Cic., De Nat. Deor. III, 16, 42 | Ioan. Lyd., De Mens. IV, 67                     | Ampel., lib. mem. IX, 12                                     |
| --- | --- | ----------------------------------------------- | ------------------------------------------------------------ |
| | Сын древнего Юпитера (Аркадского) и Лиситеи, конфликтовавший с Аполлоном из-за треножника | Сын Зевса — сына Эфира и Лиситеи, дочери Океана | Сын Юпитера и Эферии                                         |
| | Египетский Геркулес, сын Нила, составивший священные книги Фригии | Сын Нила                                        | Сын Нила, «которого египтяне почитают принцепсом»            |
| | Один из дигитов с горы Ида, которому приносили жертвы у его могилы на Косе | Сын Эллина, сына Зевса и нимфы Анхиалы          | Геркулес, которого эллины считали «основателем своего места» |
| Египетский Геракл, сын Зевса и неизвестной матери, превосходивший всех людей физической силой и обошедший весь мир, карая злодеев и истребляя зверей; основатель города в Египте | Сын Юпитера и Астерии; ему поклонялись главным образом в Тире, считая его отцом нимфы Карфагены (Геракл Тирский, убитый Тифоном, но воскрешённый Иолаем, упоминается у Евдокса Книдского и Зиновия) | Сын Зевса и Фивы Египетской                     | Сын Кроноса и Картеры, почитавшийся в Карфагене              |
| | Индийский Геркулес по имени Бел | Сын Ливана и Ниссы, посетивший Индию            | Сын Иоаба, сражавшийся с царем мидян                         |
| Сын Алкмены, стремившийся сравниться с древним Гераклом и благодаря этому достигший бессмертия                                                                                   | Сын третьего Юпитера и Алкмены | Сын Зевса и Алкмены                             | Сын Юпитера и Алкмены, победивший Атланта                    |
| | | Сын Зевса и Майи                                |                                                              |

Античных философов заинтересовал сюжет о сделанном Гераклом в начале его пути выборе между пороком и добродетелью. Эта история была впервые изложена софистом Продиком, а известна по пересказу Ксенофонта в «Воспоминаниях о Сократе». Здесь женщина, олицетворяющая порок, предлагает юному герою лёгкую и счастливую жизнь, наполненную удовольствиями, а вторая женщина, олицетворение добродетели, говорит о «поприще благородных, высоких подвигов», о непрестанных трудах и умеренности. Геракл выбирает второе. В связи с этим сюжетом в античной культуре происходит переосмысление физической силы героя как силы интеллектуальной и нравственной, самодисциплины и движения к высокой цели. Для киников Геракл стал олицетворением автаркии — способности человека к независимому существованию и самоограничению. Менее высокого мнения о нём был Исократ, в «Похвале Елене» сравнивший Геракла с Тесеем. По его мнению, «один [Геракл] совершил подвиги более громкие и значительные, а другой более полезные и ближе касавшиеся эллинов».

### В античном изобразительном искусстве
Античные изображения Геракла условно делятся на два типа. Это либо изображения героя как атлета с подчёркиванием его физической силы и без какого-либо мифологического контекста, либо произведения, связанные с конкретными сказаниями (главным образом о героических деяниях Геракла и о его апофеозе). Обычно Геракл предстаёт как могучий бородатый мужчина, во многих случаях вооружённый палицей и одетый в шкуру Немейского льва. Здесь художники и скульпторы ориентировались на сообщения ряда источников о богатырской внешности героя: так, согласно Гаю Юлию Солину, он был ростом семь футов (2,06 метра) (при этом Пиндар пишет, что Геракл был «видом мал, духом твёрд»).
Циклы изображений, посвящённых подвигам Геракла, появились в классическую эпоху на восточной стороне Тесейона на афинском Акрополе, на метопах храма Зевса Олимпийского (примерно 470—455 годы до н. э.) и сокровищницы афинян в Дельфах. Статуи героя стояли во многих городах. Павсаний упоминает «деревянную статую нагого Геракла» работы Дедала, которая ещё во II веке н. э. стояла на площади в Коринфе, изваяния работы Лисиппа и Скопаса в Сикионе, рельеф во Флиунте и многие другие изображения. Предположительно к IV веку до н. э. относится статуя, которую впоследствии много раз копировали и одна из копий которой известна как Геркулес Фарнезе. Она изображает героя устало опёршимся на дубину, с яблоками Гесперид в руке.
Мифы о Геракле стали одним из важнейших источников сюжетного материала для вазописцев: так, известно, что к середине VI века до н. э. Геракл стал самым популярным персонажем аттической вазописи. Художники и скульпторы обращались ко многим эпизодам биографии героя. Ребёнком, душащим змей, он изображён на фресках в Помпеях (I век н. э.) и в рамках скульптурной группы, хранящейся в галерее Уффици (Флоренция); убивающим Лина — на чаше работы Дуриса в Мюнхене (V век до н. э.), борющимся с Немейским львом — на чаше Эксекия в Берлине (VI век до н. э.). Бой с лернейской гидрой стал темой для росписи коринфского арибалла (примерно 590 год до н. э.), поимка керинейской лани — для новоаттического рельефа, хранящегося в Дрездене; война с амазонками изображена на лаконском килике (VI век до н. э.), эпизод с коровами Гериона — на халкидской амфоре в кабинете Медичи в Париже, борьба с Антеем — на кратере Евфрония в Лувре, убийство Бусириса — на афинской пелике Пана. Схватка Геракла с Цербером стала распространённой темой в вазописи и скульптуре (в частности, она изображена на амфоре Андокида в Париже). Авторы помпейских фресок обращались к темам «Геракл у Омфалы» и «Геракл, Деянира и Несс». В Лувре хранится кратер Эврита со сценой взятия Эхалии, в Орвието — амфора Эксекия, на которой Геракл изображён среди олимпийцев.

### В римской культуре
В Риме ещё в эпоху Ранней Республики появился культ бога Геракла-Геркулеса, который на первых порах отправляли два патрицианских рода — Пинарии и Потиции. Согласно легенде, герой сам поручил представителям этих родов отправлять все необходимые обряды, когда гнал через Италию коров Гериона и сделал на Тибре, на месте будущего города Рим, остановку. Культ Геркулеса был семейным до 312 или 310 года до н. э., когда цензор Аппий Клавдий Цек передал его государственным рабам. Античные авторы считают это святотатством. По их словам, боги покарали нечестивцев: род Потициев быстро вымер, а Аппий потерял зрение; исследователи считают этот рассказ этиологической легендой. Культ Геркулеса в последующие столетия был весьма популярен в Риме. Алтарь этого бога стоял на Бычьем форуме, там же в 140-е годы до н. э. появился храм Геркулеса (одно из первых в Риме мраморных зданий), а в XVI веке на этом форуме нашли позолоченную бронзовую статую бога. Известно, что римляне часто клялись именем Геркулеса, тогда как для женщин такие клятвы были под запретом.
В I веке до н. э. начался новый этап в формировании римской легенды о Геракле-Геркулесе. Для него характерны, с одной стороны, влияние стоицизма с представлениями об этом персонаже как олицетворении ряда добродетелей (exemplum virtutis), а с другой — использование мифа в политической пропаганде. С Геркулесом пытались сопоставлять воевавших на Востоке Луция Лициния Лукулла, Гнея Помпея Великого, Марка Антония; брак последнего с Клеопатрой его враги сравнивали с рабством Геркулеса у Омфалы. Рассказ о пребывании Геракла в Италии обрастал подробностями: согласно разным авторам, герой убил разбойника Кака, попытавшегося украсть у него коров, воспользовался гостеприимством Эвандра (основателя и царя поселения на месте Палатина) и получил от него божественные почести, стал отцом Палланта, матерью которого была дочь Эвандра Лавиния, воздвиг алтарь Зевса Эврисейского (в римской традиции — Юпитера Создателя), установил новые границы между общинами. Вергилий в «Энеиде» рассказывает о победе Геркулеса над «полузверем» Каком, видя в этом подвиге одно из великих событий, предваряющих основание Рима. Поэт выстраивает параллели между Геркулесом, главным героем поэмы Энеем (предком римлян) и Августом, который положил конец гражданским войнам.
У Горация тоже можно найти сопоставления Геркулеса с Августом. Совсем иначе использовали тот же материал Проперций и Овидий: согласно первому автору, мучимого жаждой героя после его победы над Каком не пускают в женское святилище, но он всё равно туда входит, а в качестве наказания запрещает женщинам доступ к своему культу; Овидий же в «Фастах» деидеализирует борьбу с Каком и использует рассказ об основании Геркулесом собственного культа для критики принципата. Сын Алкмены упоминается в «Пунике» Силия Италика. Здесь Ганнибал сравнивает себя с ним, но автор явно видит настоящего наследника Геркулеса в Сципионе. Луций Анней Сенека написал по мотивам пьесы Еврипида трагедию «Геркулес в безумье», в которой заглавный герой возвращается из Аида и убивает своих детей от Мегары.
В качестве бога-победителя Геркулес обрёл популярность в начале II века н. э., при Траяне (об этом говорят нумизматические данные, многочисленные статуи и рельефы). Он окончательно стал частью «римского мифа» — комплекса легенд об основании Рима и формировании Римской державы. Геркулес считался покровителем династии Антонинов, с ним отождествил себя последний представитель этой династии Коммод, претендовавший на роль «переоснователя» Рима, а позже его культ поддерживали Септимий Север и Максимиан, носивший прозвище Геркулий.

### Средние века
При переходе от античной религии к христианству образ Геракла/Геркулеса существенно изменился. Теперь его трактовали преимущественно аллегорически, ища новые смыслы в имени и в мифологической биографии. Уже Макробий (V век) видел в Геркулесе только метафору, за которой скрывалось Солнце или его лучи; Фабий Планциад Фульгенций, рассмотревший весь комплекс античных мифов с позиций символического этимологизирования, перевёл имя героя как «Голос храбрых мужчин». В его изображении деяния Геркулеса — это аллегория многочисленных трудностей, с которыми сталкивается добродетель. Рабство у Омфалы показывает, что доблесть слабее, чем позывы плоти, борьба с Антеем — противостояние интеллекта грубой силе, Как — это классическое зло, всегда обречённое на поражение. Схожим образом толковали миф автор комментариев к «Энеиде» Сервий (у него Геркулес — олицетворение духовной силы, связанной с физической мощью) и философ Боэций, видевший за подвигами героя постоянную, вынужденную и изнурительную борьбу мудреца с судьбой.
Отцы церкви (Тертуллиан, Ориген, Григорий Назианзин и другие) часто использовали мифы о Геркулесе в полемике с язычниками для критики античной религии. Героя порицали за убийства, временные союзы со множеством женщин, за подчинение одной из них (Омфале). По словам Лактанция, Геркулес всю землю «осквернил бесчестьями, сладострастием и прелюбодеянием»; он побеждал только людей и животных, но не смог одержать главную победу — над своими страстями, и это доказывает, что в нём не было ничего божественного. Однако звучали и положительные оценки. Ориген отмечал, что выбор Геркулесом дороги добродетели указывает путь всему человечеству; Климент Александрийский видел в Геркулесе образец справедливого правителя, а тот же Лактанций обратил внимание на борьбу героя с человеческими жертвоприношениями. Из-за его физической силы Геркулеса ставили в один ряд с библейскими персонажами Навуходоносором и Самсоном (впервые у Блаженного Августина). И сторонники, и противники христианства часто проводили параллели между Геркулесом и Иисусом Христом в связи с сюжетами о мучительной смерти и вознесении на небо. Этот мотив имел большое значение для всей средневековой эпохи, найдя отражение в живописи и поэзии (например, ему посвящена одна из канцон Данте).
Вплоть до начала Нового времени авторы, пересказывавшие античные мифы, говорили о Геркулесе как о герое, одержавшем триумфальную победу над собственными страстями. В христианском контексте это была победа добродетели над грехами, а бессмертной души — над всеми тяготами земного мира. Бернард Сильвестр (французский платоник XII века) видел в поединке Геркулеса с гидрой символическое изображение борьбы экзегета со множественными смыслами текста, не поддающегося толкованию; герой появляется в некоторых поэмах и рыцарских романах Высокого Средневековья (например, в «Троянском романе» Конрада Вюрцбургского), но ни в одном из этих произведений не играет ведущую роль. В малой поэзии этот образ иногда изображался с иронией. В отдельных случаях происходила политизация персонажа как символа силы, господства, верховной власти, как завоевателя и предшественника монархов конкретных стран. Пример тому — «Универсальная история» Альфонсо X Кастильского.
Средневековые художники чаще всего изображали Геракла борющимся со львом.

### Раннее Новое время
С началом Возрождения в Италии в XIV веке повысился интерес к античной культуре в целом и к мифологии в частности. Джованни Боккаччо в «Генеалогии языческих богов» постарался изложить все мифы о Геракле и их толкования; сам он трактовал античный материал с позиций рационализма и эвгемеризма. Колюччо Салютати в работе «О подвигах Геркулеса» изобразил заглавного героя как реально существовавшего человека, чью биографию приукрасили древние авторы. Это стало началом традиции критического изучения текстов о Геракле/Геркулесе, противостоящей средневековому символизму.
В эпоху Раннего Нового времени многие писатели, художники и композиторы обращались к теме «выбора Геракла», трактуя её в духе гуманизма, а иногда — применительно к конкретной политической ситуации. Итальянский поэт Чинцио Джиральди (XVI век) и английский поэт Уильям Шенстон (XVIII век) использовали этот сюжет для рефлексии на тему нравственной функции литературы. По-разному его варьировали Иоганн Себастьян Бах (кантата «Геркулес на распутье», 1733), Георг Фридрих Гендель (опера «Выбор Геркулеса», 1750), Иоганн Адольф Хассе (опера «Алкид на перекрёстке», 1760); при этом последний использовал либретто Пьетро Метастазио. Ироническую трактовку сюжета создал английский драматург Бен Джонсон в пьесе «Pleasure Reconciled to Virtue» (1619), где герой, весёлый пьяница, колеблется между грехом и высокой нравственностью.
С XVI века приобретает популярность тема «кельтского Геракла» — упомянутой у Лукиана статуи героя, который ведёт за собой пленников, причём тонкая цепь, к которой они прикованы, проходит через их уши и гераклов язык. Лукиан объясняет, что здесь герой символизирует Слово, увлекающее за собой людей. В связи с этим рассказом Геракла часто называли «богом элоквенции»; этот образ использовался в поэзии (у Пьера де Ронсара), в книжных иллюстрациях и в большой живописи (например, у Рафаэля и Джованни Баттисты Тьеполо). До конца Старого порядка с «кельтским Гераклом» отождествляли королей Франции.
Параллельно продолжалась христианизация образа (в «Гимне Геркулесу» Пьера де Ронсара, в «Возвращённом рае» Джона Мильтона, в одной из кантат Иоганна Себастьяна Баха и др.). Геракла уподобляли Самсону, в нём видели образец «христианского воина» (miles Christianus) и носителя всех рыцарских добродетелей. Здесь сказывалось влияние придворной культуры, проявлявшееся как минимум с 1464 года, когда был создан французский рыцарский роман «Собрание повествований о Трое» Рауля Лефевра. Около 1474 года этот роман был издан Уильямом Кекстоном и стал первой печатной книгой на английском языке; он имел огромное влияние на культуру последующих эпох. Геракл здесь предстаёт перед читателем как человек XV века, образцовый воин и придворный, пример для подражания всем рыцарям и правителям.
Наряду с этим Геракла нередко упоминали и изображали как покровителя муз (Мусагета), как «Геракла Чернозадого» (Мелампига), высмеянного пигмеями, как «Геракла Египетского» (это было связано с появлением интереса к Древнему Египту в целом и к иероглифике в частности). К концу XVIII века в мифологических лексиконах сформировался классический образ героя. Авторы словарей не только пересказывали содержание основных мифов, но и вели дискуссии об имени, прозвищах и облике Геракла, об одном и нескольких героях с таким именем. В некоторых случаях изложение становилось достаточно тенденциозным: так, Н. Конти постарался оправдать ряд совершённых Гераклом убийств кознями Геры, а постыдную зависимость от Омфалы объяснил как попытку героя путём такого испытания установить контроль над собственными страстями.
Вся череда подвигов Геракла стала темой для композитора Пьера Бошана (балет «Подвиги Геркулеса», 1686), художников Антонио дель Поллайоло (1478), Андреа Мантенья (1468—1474), Джулио Романо (1527—1528), Джорджо Вазари (1557), Аннибале Карраччи (1595—1597), Гвидо Рени (1617—1621), Франсиско де Сурбарана (1634), создавших циклы картин и фресок, скульптора Джамболонья (скульптурная группа, 1581). Особенной популярностью в живописи пользовались поединок Геракла с Антеем (Мантенья, Поллайоло, Лукас Кранах Старший, Рафаэль, Рубенс, Сурбаран, Филарете и др.), сюжеты «Геракл, Деянира и Несс» (Поллайоло, Веронезе, Рени, Рубенс, Йорданс и др.), «Геракл бросает Лихаса в море» (Якопо Тинторетто, Доменикино и др.). Геракл стал протагонистом во многих английских драмах елизаветинской эпохи; на уровне упоминаний он играет важную роль в некоторых пьесах Уильяма Шекспира — в частности, в «Антонии и Клеопатре» и «Бесплодных усилиях любви». В XVII веке Геракл становится идеальным героем барочной драмы — у Педро Кальдерона, Фернандо де Сарате, Жана Ротру. Особенно часто в эту эпоху создавались пьесы о безумии Геракла. Как следствие появляются многочисленные оперы: о рождении героя (Якопо Пери, 1605), о его выборе (Хассе, 1766), об отдельных подвигах (Т. Альбинони, 1701), о спасении Алкестиды (Жан Батист Люлли и Кристоф Виллибальд Глюк), об эпизоде с Омфалой (Франческо Кавалли, 1662), о браке с Гебой (Рейнхард Кайзер, 1700, и Глюк, 1747) и др. Наиболее значительное произведение на эту тему — «Геркулес» Георга Фридриха Генделя на либретто Томаса Броутона (1745).
В силу своей популярности Геракл становится самым расхожим примером добродетельного героя, из-за чего над ним явно иронизирует Себастьян Брант в своём «Корабле дураков». Геракла нередко изображают в комическом ключе как пьяницу и любителя женщин; любовные сюжеты и связанный с ними контраст между львиной шкурой и женской туникой, подвигами и рабством у Омфалы использовали поэты (в частности, Анджело Полициано в своих «Стансах») и художники. В живописи на эту тему до середины XVII века доминировал мотив потери мужественности (Лукас Кранах Старший, Никлаус Мануэль, Бартоломеус Спрангер, Ханс Бальдунг и др.), после — мотив любви, которая не приводит к смене гендерных ролей (Франсуа Лемуан, Франсуа Буше).

#### Hercules politicus
Геракл/Геркулес стал в эпоху Возрождения особенно значимым персонажем политической культуры. Это началось во Флоренции: уже с 1277 года изображение Геракла во львиной шкуре и с дубиной украшало печать городской республики, причём в официальной пропаганде образ героя символизировал претензии коммуны на самостоятельность. Геракл, борющийся с гидрой, изображён на северной стороне флорентийского собора. Этот его подвиг флорентийцы ассоциировали со своей борьбой за независимость, что подтверждается многими источниками. Постепенно образ Геракла узурпировали Медичи; это стало особенно заметно во второй половине XV века при Лоренцо Великолепном, который напрямую отождествлялся с мифологическим героем в произведениях придворных поэтов, заказывал его изображения художникам и скульпторам (в частности, Микеланджело). Потомок Лоренцо Козимо I (первый великий герцог Тосканы в 1569—1574 годах) тоже активно использовал образ Геракла, чтобы доказать свои права на власть.
В XVI веке апеллирование к Гераклу как символу законной власти и политического величия стало общеевропейским феноменом. Правители и представители высшей аристократии заказывали тексты, монеты и медали, на которых их уподобляли этому герою, организовывали разного рода представления и празднества, на которых Геракл играл важную или даже центральную роль. Этот персонаж стал символом победы в борьбе, завоевания, героизма; присущие герою черты пропагандисты разных государств присваивали своим властителям. Важную роль отождествление с Гераклом играло для императора Священной Римской империи Максимилиана I и для его внука Карла V, сделавшего дубину героя частью своей личной эмблемы. Иногда имя Геракла использовалось для подтверждения авторитета, не связанного с политическим господством: так, Мартина Лютера современники называли «немецким Алкидом», и подобные эпитеты звучали в адрес Ульриха Цвингли и Игнатия Лойолы; Фрэнсис Бэкон сделал Геракла центральной фигурой своей «новой науки», а Тихо Браге постарался сделать актуальными античные представления о Геракле и Атланте, чтобы визуально легитимировать свою «новую астрономию».

### XIX—XXI века
В отличие от Прометея, Одиссея, Сизифа или Эдипа Геракл в XIX—XX веках не стал предметом напряжённого интереса философов и писателей. Тем не менее он остался одним из ключевых мифологических героев для западной культуры, символом физической силы и доблести. После гибели Старого порядка этого персонажа по-прежнему использовали в политических целях, как персонализацию власти и господства; просто носителем власти теперь мог быть не монарх, а народ. Во время Французской революции Геракл был символом Национальной гвардии, позже отсылки к нему встречались в пропаганде Наполеона I, на одном из эскизов Энгра герой олицетворяет революционные изменения как таковые. Впрочем, в течение XIX века происходило смещение смыслов: образ Геракла всё чаще использовали для политической критики и сатиры. Так, на одной из карикатур Оноре Домье изображён старый бонапартист с дубиной, который явно похож на мифологического героя.

#### Наука и литература
В XIX веке мифы о Геракле становятся предметом историко-критического изучения; теперь они оцениваются как продукт «мифологической фантазии». Появляются новые лексиконы, построенные на пристальном изучении источников с позиций формирующейся науки и включающие в том числе статьи о Геракле (в их числе немецкая «Паули-Виссова»). Георг Гегель обратил внимание на этого персонажа как на пример борьбы со злом, начатой по собственной прихоти: Геракл ведёт эту тяжёлую борьбу не потому, что он является «нравственным героем», а потому, что так хочет. Вслед за философом и антиковеды начали считать отличительными чертами Геракла наряду с физической мощью активность, свободу воли без чёткого расчёта и одухотворённости, готовность заявить протест против природы и судьбы. В популярных изложениях мифов сын Зевса — добродетельный гражданин, смельчак, который никогда не отступает.
В современном антиковедении принято считать, что определить регион Греции, в котором появились мифы о Геракле, невозможно. В прошлом предпринимались попытки локализации в Беотии, с которой герой связан по рождению, и в Арголиде, где происходит большая часть его подвигов, где царствовал Еврисфей и откуда родом были Амфитрион и Алкмена, однако эти попытки признаны бесперспективными. Предположительно в древнейших пластах мифа существовали детали, которые бы помогли локализации, но они давно стёрлись; поэтому даже отнесение Геракла к дорийским героям, по мнению многих антиковедов, выглядело бы неоправданно. Впрочем, до сих пор существует версия, по которой изначально Геракл был персонажем именно дорийских мифов.
Сказания о Геракле являются сложным и многосоставным комплексом. Борьбу сына Зевса с чудовищами исследователи относят к «раннему героизму», когда персонаж легенд физически уничтожает носителей зла; при этом некоторых чудовищ Геракл подчиняет себе, не убивая, что роднит его с культурными героями. Кроме того, в деяниях этого персонажа отчётливо видны элементы богоборчества и военные подвиги, характерные для героев эпоса. Иннокентий Анненский видел в Геракле сразу трёх героев — «подневольного работника», «блестящего победителя» и «подвижника», «того „героя труда“, который любит „непосильные работы“ и разрешает „неразрешимые загадки“». Это типичный мифологический персонаж со всеми характерными для жанра чертами образа и деталями биографии (чудесное зачатие, гиперболизация всех атрибутов, включая физическую силу, отвагу и силу эмоций, противостояние героя смерти и враждебному земному миру, необходимость подчиняться слабым и ничтожным людям, стремление к славе, одиночество, трагическая смерть). Однако Геракл превосходит всех остальных героев как драматизмом своей судьбы, так и масштабом деяний. География его подвигов, начинавшихся в окрестностях Аргоса, постепенно охватывает весь известный грекам мир и даже выходит за его пределы (на западном краю света и в подземном царстве); очищая авгиевы конюшни, Геракл побеждает саму природу, а захватив пояс Ипполиты, одерживает победу над матриархатом. Его деяния, по словам Алексея Лосева, становятся «апофеозом человеческой мощи и героического дерзания»; здесь можно увидеть символ сознательной борьбы человека за своё счастье, характерной для классической Эллады. Подвиги Геракла далеко превосходят позволенное людям, и после каждого требуется вмешательство богов для того, чтобы вернуть в мир равновесие (так, яблоки Гесперид возвращаются в заокеанский сад, а Цербер снова уходит в подземный мир). В итоге Геракла можно считать величайшим общегреческим и даже общечеловеческим героем.
Советский исследователь Яков Голосовкер так пишет о драматичной судьбе сына Зевса:

С колыбели сам без помощи богов совершает он свои чудовищные подвиги. Более того, он совершает их при противодействии богов, делающих его женоубийцей и детоубийцей. Помощь Афины ничтожна. Он странствует по мукам: спускается в ад, откуда выносит связанного стража адова — Кербера; проникает в рай — в сад Гесперид, чтобы добыть там яблоки молодости, и убивает их райского стража дракона Ладона. Он даже нацеливается из лука в самое солнце — в Гелия, сжигающего его в Африке огнем своих стрел-лучей. Он, слуга царя Еврисфея, ничтожества и труса, достигает той вершины, где над ним кончается власть человека, и гибнет, по ошибке преданный ревнивой любовью, — но не от руки живого, а от руки мёртвого.
— Голосовкер Я. Логика мифа. Часть II. Прометей и Геракл
Геракл фигурирует в некоторых стихотворениях Фридриха Гёльдерлина и Фридриха Шиллера, в ряде других литературных произведений XIX века. В драме Франка Ведекинда (1916—1917) он оказывается из-за истории с Омфалой в состоянии «прогрессирующей психологической дезинтеграции», но преодолевает трудности с достоинством и в финале становится богом. После Второй мировой войны образ Геракла становится заметно более трагичным. Так, в пьесе Фридриха Дюрренматта «Авгиевы конюшни» (1954—1963) герой, пытаясь совершить подвиг, сталкивается с непреодолимым бюрократическим запретом, что символизирует поражение современного индивида в его борьбе с институциями. Геракл фигурирует в романе Лайоша Мештерхази «Загадка Прометея», в цикле пьес Харальда Мюллера и во множестве других произведений. Агата Кристи дала имя Эркюль (французский вариант имени Геркулес) своему персонажу, частному детективу из Бельгии; в 1947 году она создала книгу «Подвиги Геракла» — сборник из 12 новелл, в каждой из которых, названной в честь очередного подвига, Эркюль Пуаро решает очередную загадку. Генри Лайон Олди (это совместный псевдоним двух украинских писателей) в 1995 году издал роман «Герой должен быть один», представляющий собой альтернативную биографию Геракла.

#### Изобразительное искусство
К сюжету о Геракле и Лихасе в XIX веке обращались скульпторы Антонио Канова и Уильям Броди, художник Теодор Жерико. Среди скульптур XX века специалисты выделяют работу Эмиля Бурделя «Геркулес-лучник» (1909). Американский художник Томас Гарт Бентон создал в 1947 году аллегорическую картину «Ахелой и Геркулес» (здесь герой изображён в джинсах), Сальвадор Дали в 1963 году написал картину под названием «Геркулес приподнимает кожу моря и на мгновение останавливает Венеру от пробуждения Амура».

#### Музыка
В оперном искусстве на рубеже XVIII и XIX веков популярность сюжетов о Геракле уменьшилась. Среди произведений на эту тему выделяются симфонические поэмы Камиля Сен-Санса «Юность Геракла» и «Прялка Омфалы» и его же опера «Деянира». Эгон Веллес в 1923 году написал оперу «Алкестида».

#### Массовая культура
В массовой культуре Геракл появляется примерно в 1800-е годы: на всех ярмарках и во всех цирках были силачи и акробаты, которые либо носили сценическое имя Геракл/Геркулес, либо напрямую отождествлялись с этим героем. Подвиги Геракла стали темой для кукольных представлений, его имя украшало вывески гостиниц. Изобретатели и производители технических новинок часто давали своим детищам имя этого героя, символизировавшего физическую мощь. Таким образом, в маркетинге оно стало наиболее популярным по сравнению с именами других мифологических персонажей.
В русской массовой культуре Геракл известен в том числе благодаря овсяным хлопьям «Геркулес», давшим название «Геркулесовой каше».

#### Кинематограф
В XX веке Геракл стал героем ряда художественных фильмов. В американских «Подвигах Геракла» (1957) и их продолжении, фильме «Подвиги Геракла: Геракл и царица Лидии» (1959), главного героя играет Стив Ривз, в цикле итальянских пеплумов 1960-х годов — Рег Парк, а в 1970 году вышел фильм «Геркулес в Нью-Йорке», первый фильм, где в главной роли снялся Арнольд Шварценеггер. В 1983 году на экраны вышел американо-итальянский фильм «Геркулес» (в главной роли Лу Ферриньо), режиссёр которого постарался изобразить заглавного героя похожим на Супермена. В популярных телесериалах «Удивительные странствия Геракла» (1995—1999) и «Зена — королева воинов» (1995—2001) Геракла сыграл Кевин Сорбо.
Другие картины, посвящённые данному герою, — диснеевский полнометражный мультфильм «Геркулес» (1997) и мультсериал на его основе, кинофильмы «Геракл» (2005; в главной роли — Пол Телфер), «Геракл: Начало легенды» (2014; в главной роли — Келлан Латс), «Геракл» (2014; в главной роли — Дуэйн Джонсон). Последний был снят как высокобюджетный псевдоисторический боевик, подающий сюжет в реалистичном стиле, но не снискал популярность.

### В астрономии
В честь Геракла названы созвездие северного полушария неба Геркулес, кратер на Луне и двойной астероид (5143) Геракл. Возможно, с его именем связан астероид (532) Геркулина, открытый в 1904 году.